# Wankelmotor

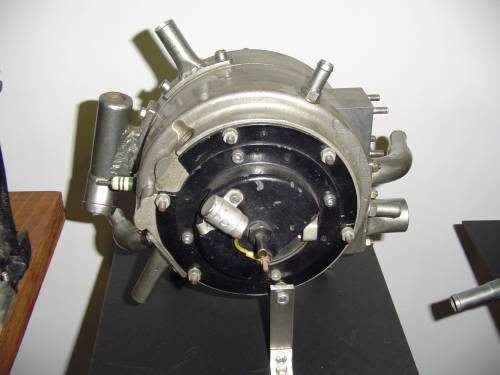
Erster KKM-57P-Wankelmotor, ein NSU P58; 1957 Konstruktionsjahr; 1958 Erstlauf; P Konstrukteur

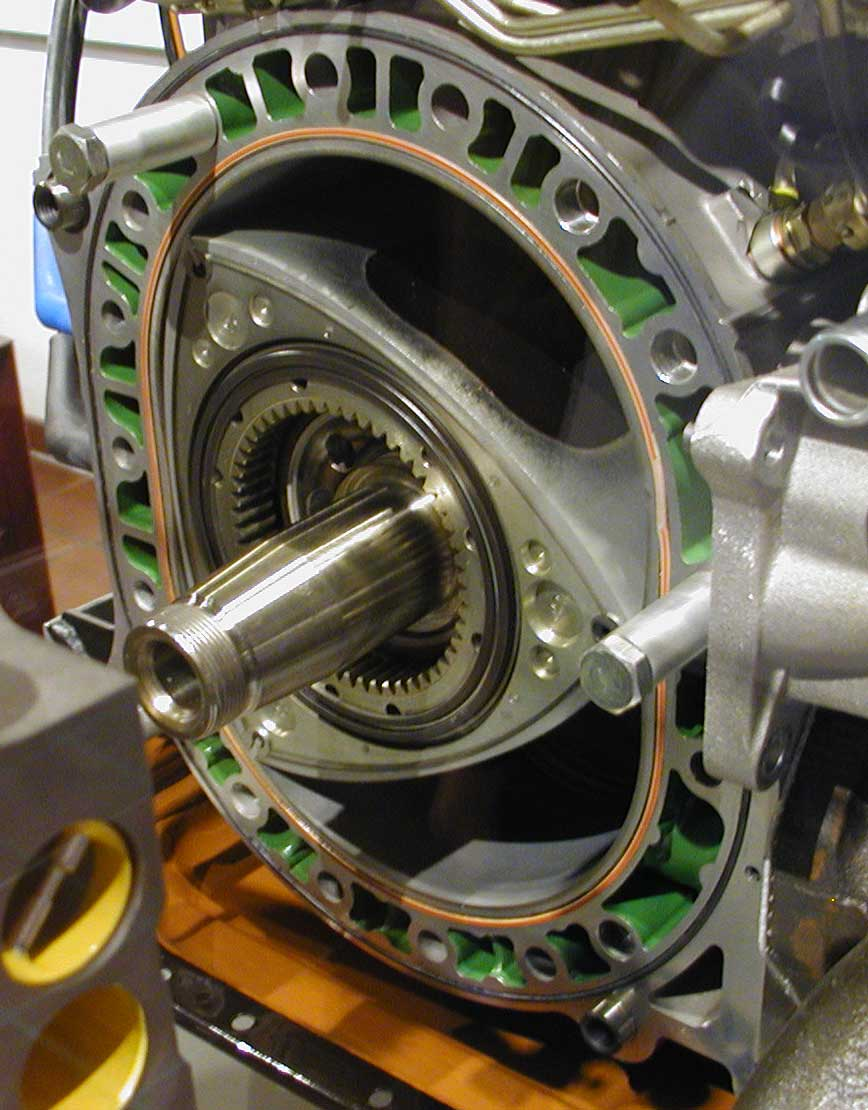
Mazda-Wankelmotor im Deutschen Museum

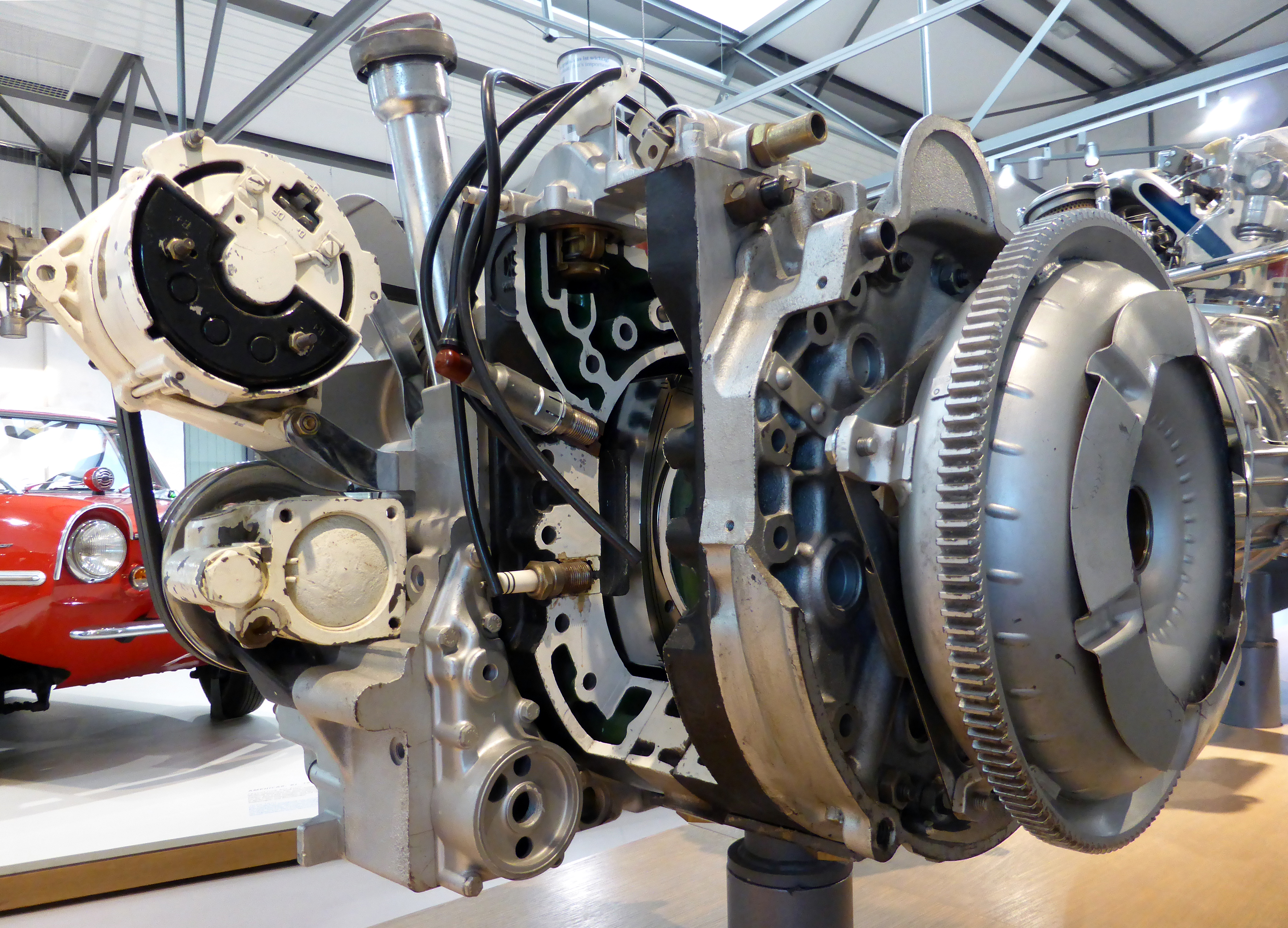
Ro80-Wankelmotor KKM 612, Bj. 1969

Der Wankelmotor ist ein Rotationskolbenmotor (RKM), der nach seinem Erfinder Felix Wankel benannt wurde. Bei einem Wankelmotor wird die Verbrennungsenergie ohne den Umweg einer Hubbewegung, wie es bei Hubkolbenmotoren (HKM) der Fall ist, direkt in eine Drehbewegung umgesetzt. Es existieren prinzipiell zwei kinematische Versionen: der Drehkolben-Wankelmotor (DKM 54) und der Kreiskolben-Wankelmotor (KKM 57), wobei die Zahl für das Jahr der Entstehung im zwanzigsten Jahrhundert steht. Wirtschaftliche Bedeutung konnte nur der von Hanns-Dieter Paschke (1920–2015) konzipierte Kreiskolben-Wankelmotor erlangen, der allgemein als Wankelmotor bezeichnet wird.
Beim KKM 57P (konstruiert 1957 von Hanns Dieter Paschke) übernimmt der bogig-dreieckige Rotationskolben, als Läufer bezeichnet, gleichzeitig die Funktionen der Kraftabgabe und der Steuerung der Gaswechselvorgänge. Der Kreiskolben-Wankelmotor hat eine Exzenterwelle und damit eine geringe Unwucht, die durch Ausgleichsgewichte völlig ausgeglichen werden kann. Der Drehkolben-Wankelmotor DKM 54 hat keine Exzenterwelle. Hier drehen sich der Läufer und die oval-bogige Hüllfigur (Epitrochoide) unwuchtfrei um ihre eigenen Schwerpunkte. Die Achsen sind somit exzentrisch zueinander gelagert. Beim DKM 54 ist der Außenläufer das kraftabgebende Element, der Innenläufer dient nur als Absperrteil zur Steuerung des Gaswechsels.

## Technik

### Beschreibung des Arbeitsablaufs

Der Wankelzyklus einer Kammer: Ansaugen (blau), Verdichten (grün), Arbeiten (rot), Ausschieben (gelb)

Der Kreiskolbenmotor arbeitet nach dem Viertaktprinzip.
Läuft der Kolben am Einlassschlitz vorbei, wird durch Volumenzunahme des Arbeitsraumes eine dem Kammervolumen entsprechende Menge Kraftstoff-Luft-Gemisch angesaugt. Durch den bei der weiteren Drehung des Kreiskolbens immer kleiner werdenden Arbeitsraum wird das Kraftstoff-Luft-Gemisch im zweiten Arbeitstakt verdichtet. Nach dem Gasgesetz erwärmt es sich dabei. Kurz bevor das Kraftstoff-Luft-Gemisch seine höchste Dichte erreicht, zündet die Zündkerze das Gemisch. Die bei der Verbrennung freiwerdende Wärme führt zu einer Druckzunahme, wodurch am Kreiskolben nutzbare Arbeit verrichtet wird, während er sich weiterdreht und sich das Volumen des Arbeitsraumes wieder vergrößert: dies ist der Arbeitstakt.
Nach Erreichen des Auslassschlitzes wird das Abgas ausgestoßen. Dieser Zyklus wird von jeder der drei Läuferflanken durchlaufen, was bedeutet, dass bei einer Läuferumdrehung drei Zündungen stattfinden. Die Kammer wird von der Läuferflanke, dem entsprechenden Teilstück der Trochoide und den Seitenwänden begrenzt.
Für ein Arbeitsspiel dreht sich die Exzenterwelle beim Wankelmotor um 1080°. Das bedeutet, es dauert drei Exzenterwellenumdrehungen, bis eine Flanke des Läufers alle vier Takte durchlaufen hat. Wegen der an allen drei Flanken gleichzeitig ablaufenden Takte findet bei jeder Exzenterwellenumdrehung ein Arbeitstakt statt, der sich über 270° erstreckt. Zum Vergleich: ein Viertakt-Hubkolbenmotor benötigt für ein Arbeitsspiel 720°, ein Einzylindermotor arbeitet damit nur während einer Hälfte jeder zweiten Kurbelwellenumdrehung, weil zwei Hübe zum Ladungswechsel notwendig sind. Bezieht man Steuerzeiten und Arbeitsabläufe auf die Exzenterwelle, setzt der Wankelmotor bei gleicher Drehzahl den doppelten Volumenstrom eines „hubraumäquivalenten“ (dazu rechnet man das doppelte Kammervolumen) Viertakt-Hubkolbenmotors durch.

### Geometrie

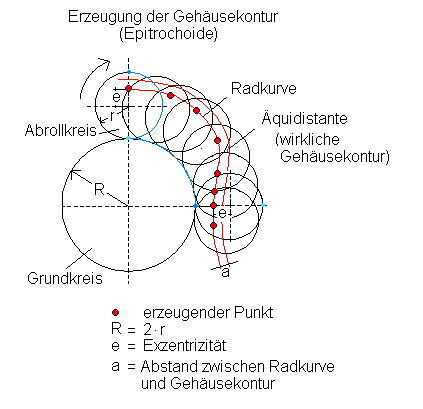
Radkurve

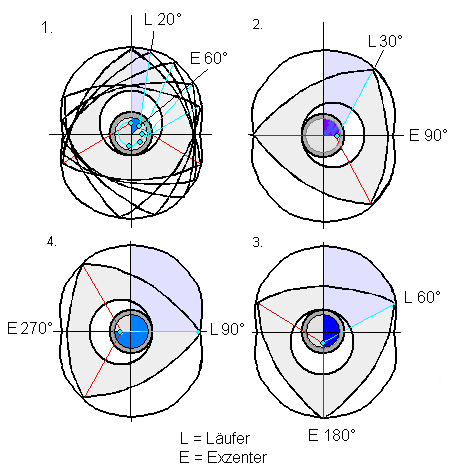
Läufer (Kolben) und Exzenterbewegung

Beim Wankelkreiskolbenmotor dreht sich ein dreieckiger Läufer in einem doppelbogigen Gehäuse und berührt dabei ständig die Gehäusewand. Die Kontur des Kreiskolbens besteht aus drei abgeflachten Kreisbögen und sieht wie ein bauchiges Dreieck aus, ähnlich einem Reuleaux-Dreieck. Sie stellt die innere Hüllkurve (math. ein elliptisches Integral) zu dem Gehäuse dar, welches annähernd die Form eines an der langen Seite eingebuchteten Ovals hat. Die genaue Kontur des Gehäuses ist eine Epitrochoide, die als sogenannte Radkurve erzeugt wird. Sie entsteht als Verlauf eines markierten Punktes auf einem kleineren Rollrad, wenn dieses auf einem größeren Rad schlupffrei abrollt. Die Form der Radkurve entsteht entsprechend dem Radienverhältnis der beiden Räder.
Im Falle des Wankelmotors verhalten sich die Radien des Grundkreises zum Abrollkreis wie 2:1 und ergeben die bekannte Gehäusekontur. Für den realen Motor wählt man als Gehäusekontur eine Äquidistante zur Radkurve im Abstand des Kuppenradius der Dichtleiste. Vorteilhafterweise ergibt sich dadurch durch den Wechsel des Anstellwinkels (Kippwinkel) der Dichtleiste ein ständiges Wandern der Berührungslinie mit der Laufschicht über die Dichtleistenkuppe hin und her, so dass die Dichtleisten verschleißgünstig der Gehäusekontur folgen können. Die Äquidistante beinhaltet außerdem ein ausreichend großes Spiel für die Dichtleiste und den Läufer innerhalb der Trochoïde. Der Läufer (Rotor) bildet zusammen mit dem Gehäuse (Stator) drei unabhängige, wechselnd große Kammern. Er nimmt dabei über das Läuferlager den Exzenter der im Motormittelpunkt gelagerten Exzenterwelle mit. Der Läufermittelpunkt bewegt sich dabei auf einer Kreisbahn mit dem Radius e (Exzentrizität); e entspricht zugleich auch dem Abstand des Exzentermittelpunktes zum Exzenterwellenmittelpunkt.
Die Verzahnung von Kolben und Ritzel ergibt sich aus dem Drehzahlverhältnis von Kolben und Exzenterwelle. Die Verzahnung hat keine kraftübertragende Funktion, sondern unterstützt lediglich die genaue Führung des Kolbens. Das Ritzel ist fest mit dem Gehäuse-Seitenteil verbunden, die Innenverzahnung des Läufers wälzt sich darauf ab. Im Falle des Wankelmotors ist das Verzahnungsverhältnis von Innenverzahnung des Läufers zur Außenverzahnung des Ritzels wie 3:2; das ergibt beispielsweise bei 30 Innenzähnen des Läufers 20 Außenzähne für das Ritzel. Daraus folgen drei Umdrehungen der Exzenterwelle, wenn sich der Kolben einmal um seinen Mittelpunkt gedreht hat. Das Läuferlager und die Hauptlager können sowohl als Rollenlager wie auch als Gleitlager ausgeführt sein, was nur von der Art der Schmierung (Gemisch- oder Druckumlaufschmierung) abhängt.
Die Geometrie des Wankelmotors stellt eine Auswahl aus einer Palette von Möglichkeiten dar, welche sich ergeben, wenn entweder Innenläufer oder Gehäuse mit variierenden Rollkurven erzeugt werden.

### Motoraufbau

#### Kammervolumen Vkund Arbeitsvolumen Vh

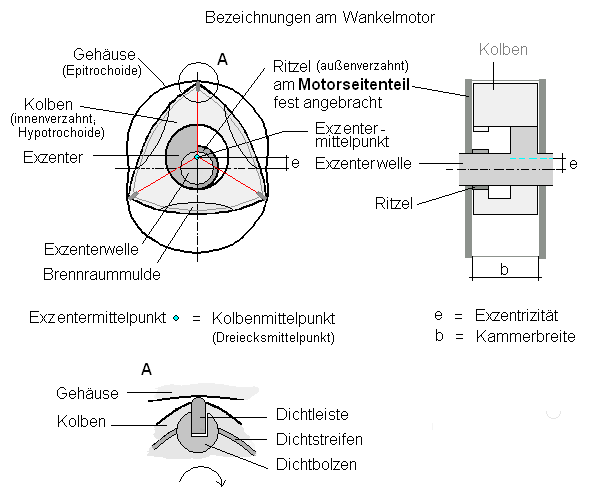
Bezeichnungen der einzelnen Bauteile

Lage von Exzenterwelle, Exzenter und Ritzel im Läufer

Bei einem Wankelmotor gibt es prinzipbedingt keinen Hubraum wie bei einem Viertakthubkolbenmotor. Im Gegensatz zum Viertakthubkolbenmotor hat der Wankelmotor keinen Leertakt und gibt deshalb bei jeder Exzenterwellenumdrehung pro Kammer Leistung ab. Deshalb verdoppelt man das Kammervolumen, um das sogenannte Arbeitsvolumen {\displaystyle V_{H}} zu erhalten, das äquivalent und damit direkt vergleichbar zum Hubraum eines Viertakt-Hubkolbenmotors ist. Das Arbeitsvolumen {\displaystyle V_{H}} berechnet sich dabei aus dem Kammervolumen {\displaystyle V_{K}}. 
Das Kammervolumen {\displaystyle V_{K}} bei einem Wankelmotor mit Trochoïde ist:
{\displaystyle V_{\mathrm {K} }=V_{\mathrm {K} _{\mathrm {max} }}-V_{\mathrm {K} _{\mathrm {min} }}}
und berechnet sich zu:
{\displaystyle V_{\mathrm {K} }=3\,{\sqrt {3}}\cdot (R+a)\cdot e\cdot b}
mit
{\displaystyle R} … Radius des Grundkreises
{\displaystyle e} … Exzentrizität
{\displaystyle b} … Kammerbreite
{\displaystyle a} … Äquidistante
Die Äquidistante zur Trochoïde ist keine Trochoïde, weiters berühren sich die Dichtleisten nicht bei {\displaystyle V_{\mathrm {K} _{\mathrm {max} }}} und {\displaystyle V_{\mathrm {K} _{\mathrm {min} }}}. Deshalb ist die Formel zur Berechnung des Kammervolumens nicht genau, was aber zu vernachlässigen ist.
Für den Ablauf des Viertaktarbeitsprozesses muss die Exzenterwelle des Wankelmotors drei volle Umdrehungen (1080°) machen. Da an jeder Kolbenseite aber um 360° phasenversetzt gleichzeitig ein Arbeitsspiel stattfindet, wird pro Exzenterwellenumdrehung einmal das gesamte Arbeitsvolumen angesaugt und einmal gezündet. Dies kann mit einem Zweizylinderviertaktmotor verglichen werden, der um 360° zueinander versetzte Arbeitstakte hat.
Das Arbeitsvolumen {\displaystyle V_{H}} des Wankelmotors wird daher wie folgt berechnet:
{\displaystyle V_{H}=2\,V_{K}\cdot i}
mit
{\displaystyle V_{K}} … Kammervolumen
{\displaystyle i} … Läuferzahl
Quellenangaben:
Diese Betrachtung hat mit Gültigkeit 01.07.2009 Einzug gehalten in die Berechnung der Kfz-Steuer in Deutschland (s. u.) für Fahrzeuge mit Kreiskolbenmotoren.

Berechnungsbeispiel
Für den im NSU Spider eingesetzten Motor KKM 502 sind R = 100 mm, e = 14 mm, b = 67 mm, i = 1; der Abstand a zwischen Rollkurve und Trochoïde (Äquidistante) beträgt 2 mm.
Das Kammervolumen {\displaystyle V_{K}} berechnet sich also wie folgt:
{\displaystyle V_{K}=3\,{\sqrt {3}}\cdot ({100\,\mathrm {mm} +2\,\mathrm {mm} })\cdot 14\,\mathrm {mm} \cdot 67\,\mathrm {mm} \approx 497.000\,\mathrm {mm} ^{3}=497\,\mathrm {cm} ^{3}}
Und damit beträgt das Arbeitsvolumen {\displaystyle V_{H}}:
{\displaystyle V_{H}=2\cdot 1\cdot 497\,\mathrm {cm} ^{3}=994\,\mathrm {cm} ^{3}}
Quelle für technische Daten:

#### Verdichtung (ε)
Für die Berechnung der Verdichtung gibt es zwei Ansätze. Zum einen lässt sich die ideelle Verdichtung {\displaystyle \varepsilon _{id}} und die tatsächliche Verdichtung {\displaystyle \varepsilon } berechnen.

##### Ideelle Verdichtung
Die ideelle Verdichtung {\displaystyle \varepsilon _{id}} ist eine Approximation, bei der man annimmt, dass der Kreiskolben keine Kolbenmulde hat und es keinen Abstand zwischen Kreiskolben und Trochoïde gibt. Sie ist dabei vom Verhältnis des Grundkreisradius {\displaystyle R} zur Exzentrizität {\displaystyle e} abhängig. Je kleiner {\displaystyle {\frac {R}{e}}} dabei ist, desto kleiner wird die ideelle Verdichtung {\displaystyle \varepsilon _{id}}, weil gleichzeitig der Totraum zwischen Kreiskolben und Trochoïde größer wird. Konstruktionsbedingt gibt es für Verhältnis von Grundkreisradius zur Exzentrizität eine Untergrenze, die etwa bei {\displaystyle {\frac {R+a}{e}}\approx 6{,}5} liegt. Grund dafür ist, dass ab diesem Wert die Gas- und Ölabdichtungen nicht mehr sinnvoll konstruktiv unterzubringen sind.
Die ideelle Verdichtung berechnet sich wie folgt:
{\displaystyle \varepsilon _{id}\cong {\frac {3\cdot 3^{0{,}5}}{2}}\cdot {\frac {(R+a)}{e}}}
Dabei darf man annehmen, dass gilt:
{\displaystyle {\frac {3\cdot 3^{0{,}5}}{2}}\cong 2{,}6}
Also gilt:
{\displaystyle \varepsilon _{id}\cong 2{,}6\cdot {\frac {(R+a)}{e}}}
Quellenangabe:
Berechnungsbeispiel
Als Berechnungsbeispiel dient wieder der Motor KKM 502 aus dem NSU-Spider (R = 100 mm, e = 14 mm, b = 67 mm, i = 1, a= 2 mm).
Die ideelle Verdichtung {\displaystyle \varepsilon _{id}} berechnet sich also wie folgt:
{\displaystyle \varepsilon _{id}\cong 2{,}6\cdot {\frac {(100\,\mathrm {mm} +2\,\mathrm {mm} )}{14\,\mathrm {mm} }}\approx 19}
Quelle für technische Daten:

##### Tatsächliche Verdichtung
Da ein Wankelmotor in der Regel eine Brennraummulde hat, ist die ideelle Verdichtung {\displaystyle \varepsilon _{id}} in der Realität nicht mit der tatsächlichen Verdichtung {\displaystyle \varepsilon } ident. Die Verdichtung {\displaystyle \varepsilon } kann entweder wie bei einem Hubkolbenmotor auch aus dem Verhältnis von Arbeitsvolumen {\displaystyle V_{H}} zu Kompressionsvolumen {\displaystyle V_{C}} berechnet werden, oder alternativ aus der ideellen Verdichtung {\displaystyle \varepsilon _{id}} und dem Verhältnis {\displaystyle q} von Brennraummulde zu minimalem theoretischen Kammervolumen.
{\displaystyle \varepsilon ={\frac {V_{H}}{V_{C}}}+1}
{\displaystyle \varepsilon =(\varepsilon _{id}+q)\cdot {\frac {1}{1+q}}}
Berechnungsbeispiel
Für den KKM 502 gilt q=1,4, VH=994 cm3 und VC= 133 cm3. Damit berechnet sich seine Verdichtung {\displaystyle \varepsilon } wie folgt:
{\displaystyle \varepsilon ={\frac {994\,\mathrm {cm} ^{3}}{133\,\mathrm {cm} ^{3}}}+1\approx 8{,}5}
{\displaystyle \varepsilon =(19+1{,}4)\cdot {\frac {1}{1+1{,}4}}\approx 8{,}5}

#### Werkstoffe und Herstellung
Der Läufer ist meist ein Präzisionsgussteil aus Grauguss, bei dem man auf das Auswuchten verzichten kann. Die Weiterbearbeitung der Außenkonturen und Dichtstreifennuten geschieht mittels Räumen, Drehen und Fräsen gleichzeitig an mehreren Läufern, wodurch der Produktionsdurchsatz erheblich gesteigert wird. Eine andere Möglichkeit ist die Herstellung des Läufers aus Blech, wobei die Teile dann miteinander verschweißt werden (Patent Audi). Die Gehäuse werden aus Grauguss oder Aluminium, die Seitenteile aus nitriertem oder induktionsgehärtetem Grauguss, aus besonderen Stahllegierungen oder aus übereutektischen Aluminium-Silizium-Legierungen gefertigt.

#### Dichtsystem
Zur Abdichtung des Kolbens stehen Dichtstreifen, Dichtleisten und Dichtbolzen zur Verfügung.
Die beidseitige Abdichtung des Kolbens zur Seitenwand geschieht mit zweimal drei bogenförmigen Dichtstreifen für die Gasdichtung. Die Dichtstreifen sind Teil einer Axialabdichtung und verlangen plane und lotrechte Seitenteile, die sich infolge unterschiedlicher Temperatur- und Druckverhältnisse ungleichmäßig ausdehnen. Die Dichtstreifen werden mit Federelementen versehen, um im Anfahrzustand eine Anpressung zu gewährleisten. Nach dem Anlaufen des Motors werden sie vom Gasdruck an die Seitenwand gedrückt. Aus perlitischem Grauguss oder Stahl bestehend, überstreifen sie die Laufflächen der Seitenteile.

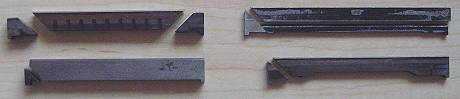
Dichtleisten

Die Dichtleisten an den Läuferkanten, auch Scheitelleisten genannt, laufen mit der Kammerbreite b auf der Trochoidenbahn und dichten die Kammern gegeneinander ab. Sie liegen in axialen Nuten und werden jeweils von zwei Dichtbolzen an den Ecken umschlossen. Die Dichtleisten können einteilig oder mehrteilig ausgeführt sein. Die mehrteilige Bauweise dichtet nicht nur gegen die Trochoide hin ab, sondern auch gegen die Seitenteile, was die Kompression erhöht und damit auch den Verbrauch besonders im unteren Drehzahlband verringert. Die Dichtbolzen dienen als Bindeglied zwischen der Dichtleiste und den Dichtstreifen. Sowohl Dichtbolzen als auch Dichtstreifen werden von jeweils einer Feder an das Seitenteil angelegt. Auch die Dichtleisten sind mit Federn ausgestattet, um ein Anfahren des Motors zu ermöglichen. Danach werden sie durch den Gasdruck in Umlaufrichtung an die hintere Nutkante und gegen die Laufbahn gedrückt. Besondere Ausgestaltungen im Fußteil der Scheitelleisten stellen ein fortwährendes Anpressen der Scheitelleisten an die Gehäusewand sicher. Sie werden aus Sinter-Kohle (Kohle-Antimon oder Kohle-Aluminium), Grauguss, Kolbenringstahl, FerroTiC (Eisen-Titancarbid Sintermetall), Siliziumnitrid, Weicheisen oder perlitschem Grauguss hergestellt. Alle Dichtteile tragen einen Schmierfilm, der durch zu hohe Temperaturen weder verdampfen noch verkoken darf.
Das Dichtsystem des Kreiskolbenmotors unterliegt keiner Drehzahlbegrenzung wie bei einem Hubkolbenmotor.

#### Steuerung
Der Gaswechsel wird beim Wankelmotor durch Schlitze gesteuert, dabei dient der Läufer gleichzeitig als kraftabgebendes und steuerndes Bauteil. Die Ein- und Auslässe können entweder in der Gehäusekammer angebracht sein, dann spricht man von Umfangsein- und Umfangsauslass, oder in den Seitenteilen, dann spricht man von Seitenein- und Seitenauslass, wie es z. B. beim Motor des Mazda RX-8 der Fall ist. Auch ist die Kombination beider Einlass- und Auslassarten möglich, z. B. bei den frühen Versuchswankelmotoren L8A von Mazda; dort war der Seiteneinlass- mit einem Umfangsauslass kombiniert.
Der Vorteil des Umfangseinlasses besteht darin, dass große Querschnitte und damit lange Steuerzeiten möglich sind, was zu höheren Leistungen führt. Somit ist dieses Bauprinzip auch die erste Wahl für Rennmotoren. Der Nachteil des Umfangseinlasses ist die große Überschneidung, infolge derer es zu Schieberuckeln kommen kann. Für einen Rennwagen ist das hinzunehmen, für einen Pkw aber aus Komfortgründen untragbar, weshalb der NSU Ro 80 stets mit einem dämpfenden Drehmomentwandler und halbautomatischem Getriebe ausgerüstet war. Wegen der großen Überschneidung ist der Umfangseinlass auch wenig geeignet für die Aufladung, weil Einlass und Auslass gleichzeitig offen sind. Auch ist das Abgasverhalten bei Teillastverhalten relativ schlecht.
Der Vorteil des Seitenein- und Auslasses ist die fehlende Überschneidung. Dadurch tritt kein Schieberuckeln auf, und der Motor eignet sich besser für die Aufladung. Ebenso sind Teillastverhalten und Abgaswerte besser, und er harmoniert gut mit einem Schaltgetriebe. Durch die Umlenkung um 90° am Einlass wird eine bessere Gasdurchmischung erreicht. Als Nachteil ist der gegenüber einem Umfangseinlass kleinere Einlassquerschnitt zu nennen, weshalb die erzielbare Leistung als Saugmotor geringer ist. Durch Ausnutzung des Schwingrohreffektes kann diesem Nachteil ein Stück weit entgegengewirkt werden.

#### Schmierung
Wie beim herkömmlichen Viertakthubkolbenmotor verwendet man für die Motorlager Druckumlaufschmierung, alternativ hat sich auch Gemischschmierung bewährt. Die Trochoïde wird entweder mit Gemisch oder über eine Dosierpumpe mit Schmieröl als Verlustschmierung versorgt. Bei der Trochoïdenschmierung mit Umfangsauslass bewegt sich das Mischungsverhältnis von 1:400 bis 1:600, bei Motoren mit Seitenauslass liegt es deutlich höher. Ein Teil des Öls wird beim Mazda Renesis durch die seitlichen Kratzringe wieder in den Ölsumpf zurückgefördert.

#### Kühlung

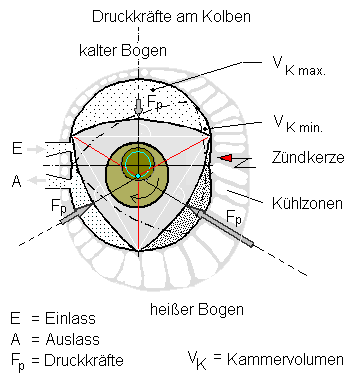
Druckkräfte am Kolben

Gehäuse, Läufer, die Seitenteile und Dichtelemente werden mit Wasser, Frischluft oder dem Gasgemisch gekühlt; letzteres wird auf seinem Weg durch den Kolben vorgewärmt.
Da beim Wankelmotor die Arbeitstakte immer an der gleichen Stelle stattfinden, bildet sich eine stationäre Temperaturverteilung aus mit der Folge, dass sich beständig heiße Zonen und beständig kalte Zonen ausbilden, die man heißer Bogen und kalter Bogen nennt. Die Kühlung soll deshalb für eine möglichst gleichmäßige Temperaturverteilung sorgen und zu materialverträglichen Werten führen. Für die Verbrennung wird die Kühlung gezielt eingesetzt, um Selbstzündung des Gemisches durch Hot Spots (heiße Stellen) zu vermeiden. Hot Spots sind beispielsweise die Zündkerzen.
Der Auslassbereich liegt im heißen Bogen unmittelbar neben der Einlasszone und muss gekühlt werden, damit die Materialspannungen durch entsprechende Kühlwasserführung oder Stahleinlagen in tolerierbaren Bereichen gehalten werden. Vergleichbar ist hierzu beim Hubkolbenmotor die Stahleinlage im sogenannten Regelkolben, bei dem die Stahleinlage dafür sorgt, dass der Kolben sich kontrolliert und nicht zu stark ausdehnt und man kein zu großes Spiel zwischen Kolben und Zylinder vorsehen muss. Nicht alle Wankelmotoren sind mit einer Stahleinlage versehen; beispielsweise kommen Audi-NSU-Motoren, Norton-Motoren und Derivate ohne Stahleinlage aus. So wird heute bei modernen Wankelmotoren nur noch der heiße Bogen gekühlt.

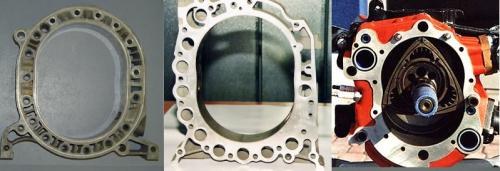
Links axiale Kühlwasserführung, Mitte moderne axiale Kühlwasserführung, rechts moderne radiale Kühlwasserführung, nur im heißen Bogen gekühlt

Um die Wärmeverluste zu verringern, sorgt man für eine Verkleinerung der Temperaturdifferenzen zwischen Brennraum und Brennraumoberfläche, indem man eine drehzahl- und temperaturabhängige Kühlung des Läufers vorsieht. Beispielsweise kühlt man den Läufer erst ab 60 °C Öltemperatur und dann auch nur bei Drehzahlen über 3000 min−1. Die Kühlölzufuhr wird durch ein in die Exzenterwelle eingebautes Ölthermostat erst ab 60 °C Öltemperatur freigegeben. Zwei federbelastete Kugelventile sorgen im betriebswarmen Zustand dafür, dass der Läufer erst bei einer Drehzahl über 3000 min−1 gekühlt wird. Bei einem luftgekühlten Läufer, wie ihn etwa Norton verwendete, wird die Ansaugluft durch den Läufer geleitet oder durch einen Ejektor-Auspuff oder ein Gebläse abgeführt. Dieses Prinzip wird noch heute bei den UAV UEL-Drohnenmotoren und Diamond Engines genutzt. Das hat gegenüber einer Gemischkühlung den Vorteil einer höheren möglichen Maximalleistung. Bei einfachen Industriemotoren wird der Kolben mit Gemisch gekühlt.
Die Werkstoffauswahl für die Trochoïde sorgt für eine gleichmäßigere Temperaturverteilung. So ergibt sich bei Verwendung einer Aluminiumlegierung für das Gehäuse eine gleichmäßigere Wärmebelastung als bei einem Graugussgehäuse, was die Wärmedehnungen vermindert und damit zum Spannungsabbau führt.

#### Zündung
Anders als beim Hubkolbenmotor zündet der KKM bei jeder Exzenterwellenumdrehung. Die daraus resultierende hohe Zündfolge belastet die Zündkerzen stark, zumal der kühlende Leerhub entfällt. Dieses Problem teilt sich der Wankelmotor mit dem Zweitaktmotor. Die Erfindung der Mehrbereichskerzen führte hier zu erheblichen Fortschritten, hervorzuheben ist z. B. der Kupferkern. Außerdem kann, durch sorgfältige Auslegung der Kerzenposition, der Wärmewertbedarf erheblich reduziert werden. So benötigte der Sachs-Motor der Hercules W 2000 nur eine normale W175-Zündkerze von Bosch.
Im Allgemeinen und bei symmetrischen Brennraummulden wird vorauseilend, das heißt kurz vor der engsten Stelle (OT), gezündet. Wird eine zweite Kerze verwendet, so liegt eine am Kammerbeginn und die zweite in oder kurz nach der Einschnürung. Es werden unterschiedliche Auswirkungen der Kerzen auf die Verbrennung festgestellt. So verringert die vorauseilende Kerze die Schadstoffe im Abgas und bewirkt einen weicheren Gang der Maschine, die nacheilende Kerze erhöht die Leistung, da die Flammfront durch die Quetschströmung in Richtung der voreilenden Kerze beschleunigt wird. Im Ergebnis hat man den geringsten Treibstoffverbrauch, wenn beide Kerzen gleichzeitig zünden, was aber zu erhöhten HC-Emissionen führt. Beim Serienwankelmotor zündet man deshalb die untere Kerze oft zuerst, womit man bessere Abgaswerte zu Lasten des Treibstoffverbrauches erhält. Beim Renesis ist Mazda von dieser Strategie abgegangen und zündet zumindest bei niederer Last und Leerlauf beide Kerzen parallel. In Verbindung mit den verschiedensten Muldenformen und Anordnungen gibt es eine geradezu unübersichtliche Menge an Möglichkeiten.
Auch ist die Anordnung der Kerzen maßgeblich am Abgas- und Verbrauchsverhalten beteiligt. Grundsätzlich reduziert man das Ausschieben von unverbranntem Gemisch durch die Verwendung einer Doppelzündung oder auch mit einer einzigen Kerze in der Late-Trailing-Position (Late Trailing = die nacheilende Kerze ist weit oberhalb der Einschnürung angeordnet); der Verbrauch wird so gegenüber den frühen Ausführungen um etwa 30 Prozent gesenkt. Die Verwendung zweier Zündkerzen reduziert die Zeitfolge der Zündabstände auf Mikrosekunden, weshalb man bis zu einer bestimmten Drehzahl mit zwei Zündungen, oberhalb dieser nur mehr mit einer Zündung arbeitet. Die zweite Kerze ist ohnehin bei Flugzeugmotoren wegen der damit verbundenen höheren Ausfallsicherheit Pflicht. Der Mazda 787B verfügte beim 24-Stunden-Rennen von Le Mans 1991 über einen mit einer Dreifach-Zündung ausgerüsteten Motor Mazda 26B. Die dritte Zündkerze beim 26B zündet das auf der oberen Seite der Kammer liegende Gemisch, bevor die Quetschströmung einsetzt, was zu einem besseren Ausbrand der Kammer und zu geringerem Treibstoffverbrauch führt.

#### Wirkungsgrad-Leistungscharakteristik-Verbräuche

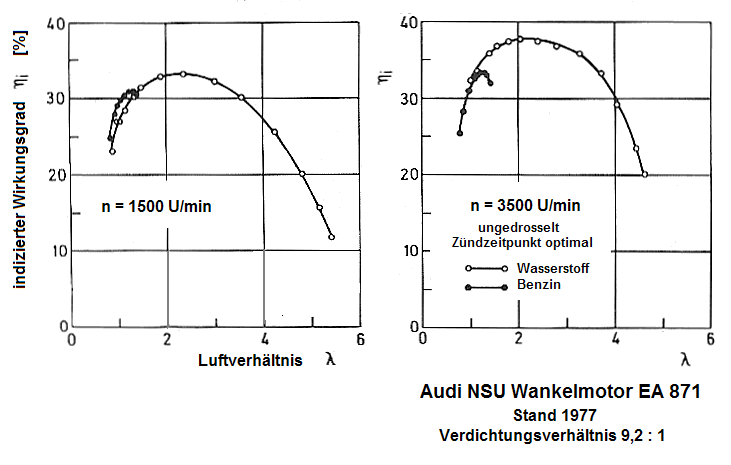
Indizierter Wirkungsgrad ŋ_{i} des Audi NSU EA871 (Stand 1977)

Der Kreisprozess des Wankelmotors entspricht dem Otto-Prozess, der aus zwei Isentropen und zwei Isochoren besteht; er wird auch Gleichraumprozess genannt. Die isochore Wärmezufuhr nimmt man an, weil bei Fremdzündung die Energie schlagartig frei wird und sich das Volumen dabei kaum ändert. Der ideale thermische Wirkungsgrad ist dabei:
{\displaystyle \eta _{\mathrm {therm.} }=1-{\frac {1}{{\Big (}{\frac {V_{\mathrm {OT} }}{V_{\mathrm {UT} }}}{\Big )}^{\!\kappa -1}}}}
Mit {\displaystyle \varepsilon =V_{\mathrm {OT} }/V_{\mathrm {UT} }} wird der ideale Wirkungsgrad zu:
{\displaystyle \eta _{\mathrm {therm.} }=1-{\frac {1}{{\varepsilon }^{\kappa -1}}}}
Dabei ist {\displaystyle \kappa =c_{p}/c_{v}=1{,}4\,} ({\displaystyle c_{p}} spezifische Wärmekapazität bei konstantem Druck, {\displaystyle c_{v}} spezifische Wärmekapazität bei konstantem Volumen).
Der Wirkungsgrad ist allein vom Verdichtungsverhältnis abhängig.

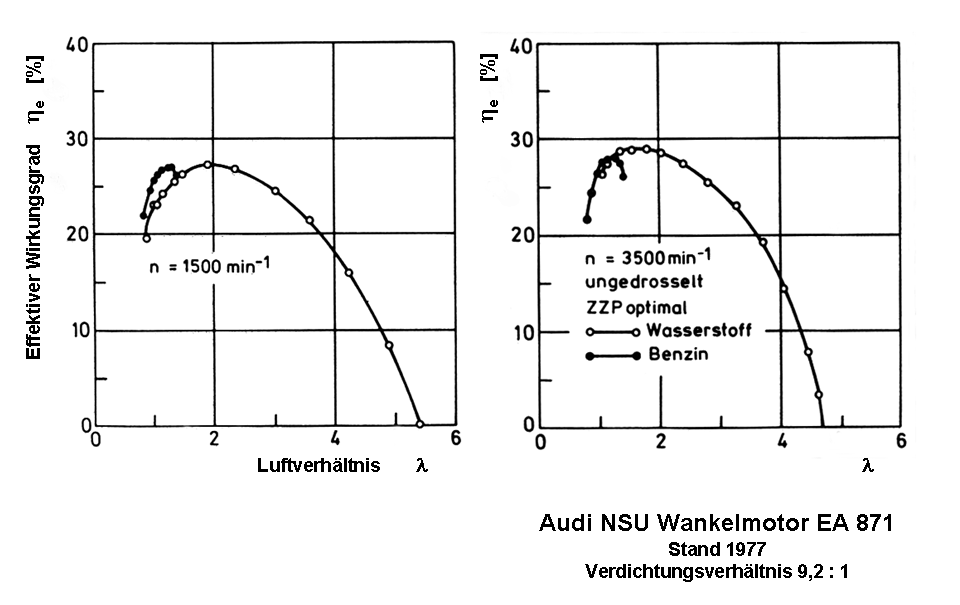
Effektiver Wirkungsgrad η_{e} des Audi NSU EA871 (Stand 1977)

Für die isentrope Verdichtung gilt: ({\displaystyle 1}: Verdichtungsbeginn, unterer Totpunkt, größtes Volumen; {\displaystyle 2}: Verdichtungsende, oberer Totpunkt, kleinstes Volumen)
{\displaystyle {T_{2}}={T_{1}}\left({\frac {V_{1}}{V_{2}}}\right)^{\!\kappa -1}} und    {\displaystyle {T_{2}}={T_{1}}\left({\frac {p_{2}}{p_{1}}}\right)^{\!\!{\frac {\kappa -1}{\kappa }}}}
Wie bei allen Ottomotoren ist auch beim Wankelmotor die Verdichtung zwar erwünscht und führt zu einem höheren Wirkungsgrad, sie wird aber durch die Verdichtungsendtemperatur T2  begrenzt, die unter der Selbstzündtemperatur des Gemisches liegen muss. Für gewöhnlich ist beim Wankelmotor die Selbstentzündungstemperatur größer als beim Ottomotor, sodass Wankelmotoren tendenziell bei gleicher Verdichtung {\displaystyle \varepsilon } mit weniger klopffestem Kraftstoff, also Benzin mit geringerer Oktanzahl auskommen.
Der reale Prozess weicht vom idealisierten aus vielfältigen Gründen ab. Nimmt man die Indikatordiagramme auf, so werden die tatsächlichen Drücke pi und Volumen wiedergegeben, aus denen sich der indizierte Wirkungsgrad ermitteln und in Diagrammen darstellen lässt. Er gilt unter den jeweils konkreten Parametern, wie Drehzahl, Verdichtungsverhältnis usw. Der Wirkungsgrad {\displaystyle \eta _{i}} eines Wankelmotors ist hier beispielhaft an einem Audi NSU EA871 für den Benzin- und den Wasserstoffbetrieb dargestellt.
Die Formel für die indizierte Leistung {\displaystyle P_{i}} [kW] ist:
{\displaystyle P_{i}=M_{\mathrm {d} }\cdot \omega }
{\displaystyle P_{i}=p_{i}\cdot V_{\mathrm {K} }\cdot z\cdot n\cdot i}
mit dem indizierten Druck {\displaystyle p_{i}}, dem Kammervolumen {\displaystyle V_{K}}, der Anzahl der Kolben {\displaystyle z}, der Drehzahl {\displaystyle n} und der Anzahl der Arbeitshübe pro Kurbelwellenumdrehung/Exzenterwellenumdrehung {\displaystyle i} (beim Wankelmotor ist {\displaystyle i=1}).
Die Wellenleistung {\displaystyle P_{e}} erhält man bei Drehmomentmessung für HKM und KKM:
{\displaystyle P_{e}=M_{\mathrm {d} }\cdot \omega }
{\displaystyle P_{e}=M_{\mathrm {d} }\cdot 2\pi \cdot n}
mit {\displaystyle M_{\mathrm {d} }} in [Nm] und {\displaystyle n} in [1/min] ergibt sich mit der angepassten Formel die Leistung {\displaystyle P_{e}} in [kW]:
{\displaystyle P_{e}={\frac {M_{\mathrm {d} }\cdot n}{9550}}}
Der mechanische Wirkungsgrad {\displaystyle \eta _{m}} ist das Verhältnis der Wellenleistung {\displaystyle P_{e}} zur indizierten Leistung {\displaystyle P_{i}}:
{\displaystyle \eta _{m}={\frac {P_{\mathrm {e} }}{P_{\mathrm {i} }}}}
Wie ersichtlich ist, kann man die Leistung eines Motors durch höhere Drücke beziehungsweise höhere Drehzahlen verbessern. Das Drehmoment wird, entsprechend der Abbildung, durch die Kammerdrücke mit den dazugehörigen Kolbenbodenflächen erzeugt. Die Kräfte Fp greifen immer im Exzentermittelpunkt an und erzeugen mit dem jeweils dazugehörigen winkelabhängigen Hebelarm der Exzentrizität e das Drehmoment Md.
Das maximale Verdichtungsverhältnis des Motors wird durch den K-Faktor bestimmt und kann dadurch konstruktiv verändert werden. Das reale Verdichtungsverhältnis wird dann mit der Mulde eingestellt. Die Drehzahl wird begrenzt durch den Verschleiß der Dichtflächen, Füllungsgradprobleme sowie Verbrennungszeit des Gemisches.

## Vor- und Nachteile gegenüber dem Hubkolbenmotor

### Vorteile

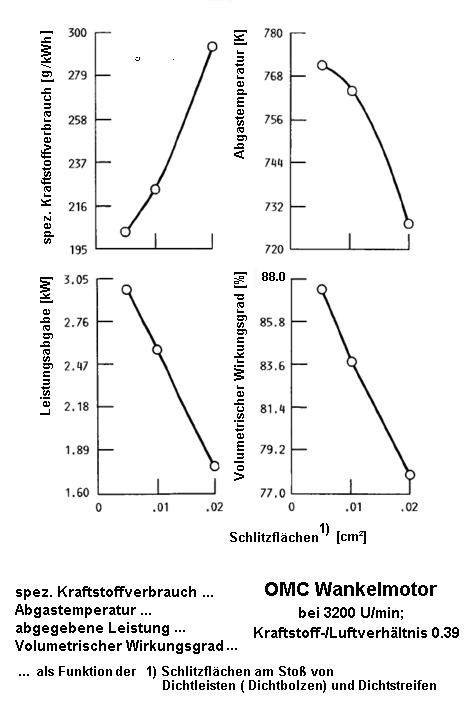
Spezifischer Verbrauch eines OMC-(Outboard Marine Corporation)-Versuchsmotors für einen Flugzeugmotor

1. Der Wankelmotor hat nur wenige bewegliche Teile, meist zwei Läufer und eine Exzenterwelle, die durch ihre kompakte Bauweise einen vergleichsweise geringen Platzbedarf haben.
2. Die Gassteuerung kommt ohne Ventile und die zugehörigen Elemente wie Nockenwelle, Stößel, Ventilspielausgleich und Kipphebel aus, womit der Motor ein größeres Leistungs-Gewichts-Verhältnis (Leistungsgewicht) als ein Viertakt-Hubkolbenmotor vergleichbarer Leistung erreicht.
3. Da sich alle beweglichen Teile entweder drehen (Exzenterwelle) oder sich um ihren Schwerpunkt drehen, der auf einer Kreisbahn umläuft (Läufer), kann ein Wankelmotor vollständig ausgewuchtet werden. Die Folge ist ein weicher und vibrationsarmer Lauf auch bei nur einer Scheibe.
4. Der Motor hat ein gleichförmigeres Drehmoment als Viertakt-Hubkolbenmotoren gleicher Leistung, da keine hin- und hergehenden Teile beschleunigt werden müssen.
5. Da der Ein- und Auslass vom Brennraum räumlich getrennt ist, eignet sich der Wankelmotor sehr gut für den Betrieb mit Wasserstoff. Dies ermöglicht auch die Verwendung von niederoktanigen Treibstoffen, ohne dass es zum Klingeln kommt.[17]
6. Er ist besser für den Schichtladebetrieb als ein Hubkolbenmotor geeignet, da sich das Gemisch nicht homogenisiert. Er kann deshalb auch mit idealen Zündzeitpunkten betrieben werden, was den Wandwärmeverlust gegenüber Hubkolben-Schichtlademotoren reduziert. Hubkolben-Schichtlademotoren müssen wegen der drohenden Gemischhomogenisierung mit zu frühen und deshalb nicht-idealen Zündzeitpunkten betrieben werden.[18][19]
7. Der spezifische Kraftstoffverbrauch des Wankelmotors ist im Vergleich zum Zweitaktottomotor geringer (aber höher im Vergleich zum Viertaktottomotor).[20][21]

### Nachteile
1. Der Wankelmotor hat einen ungünstig geformten Brennraum und viele wärmeabführende Flächen, weshalb er im Vergleich zum Hubkolbenmotor einen schlechteren thermischen Wirkungsgrad hat. Außerdem ist auch das Verhältnis zwischen Oberfläche und Volumen insbesondere an den Spitzen der Zwickel sehr schlecht, was zu größeren Wärmeverlusten führt und das Gemisch stark abkühlt, was ebenfalls den thermischen Wirkungsgrad senkt.[22]
2. Durch die sich einstellende Quetschströmung im Bereich der Einschnürung wird die Verbrennung unterhalb der Kerze zwar beschleunigt und so ein guter Ausbrand der Kammer erreicht, der Gemischanteil oberhalb der Kerze wird dagegen nur schwer oder gar nicht entzündet. Dies hat aber nur Auswirkung bei Motoren mit Umfangsauslass und homogener Gemischbildung; dabei wird der unverbrannte fette Restgaskern über den Umfangsauslass ausgestoßen. Bei Schichtladung befindet sich in dem betroffenen Bereich nur Luft, und beim Seitenauslass verbleibt der fette Altgaskern in der Kammer.[23]
3. Die Dichtflächen des Wankelmotors sind erheblich länger als bei einem Hubkolbenmotor und führen zu höheren Druckverlusten.
4. Aus den vorgenannten Gründen ist der spezifische Kraftstoffverbrauch des Wankelmotors im Vergleich zum Viertakthubkolbenmotor höher.
5. Das Abgasverhalten des Wankelmotors ist sehr schlecht. Er stößt in Folge der aufgrund des ungünstig geformten Brennraumes unvollständig ablaufenden Verbrennung insbesondere viele Kohlenwasserstoffe (HC) aus. Der Ausstoß von Stickoxiden (NOx) beträgt zwar im Vergleich zum Hubkolbenmotor dadurch nur etwa 40 %; der Ausstoß von Kohlenstoffmonoxid (CO) ist jedoch in etwa mit dem Hubkolbenmotor vergleichbar.[24] Mit Wasserstoff als Brennstoff ist die unvollständige Verbrennung unkritisch.

## Geschichte des Wankelmotors

### Geschichte der Rotationskolbenmaschinen
Die Geschichte der Rotationskolbenmaschinen begann im 16. Jahrhundert mit dem Bau von Wasserpumpen, die bereits ähnlich den heutigen Kreis- und Drehkolbenmaschinen ausgeführt wurden. Die Kinematik der Drehkolbenmaschinen, bei der sich die beweglichen Teile nur um den Schwerpunkt drehen, war einfacher zu beherrschen, weshalb es noch eine Weile bis zum ersten Kreiskolbenmotor dauern sollte.
1588 publizierte der italienische Ingenieur Agostino Ramelli verschiedene Wasserpumpen, bei denen es sich um dreh- und kreiskolbenartige Umlaufmaschinen handelte.
1636 soll eine von Gottfried Heinrich zu Pappenheim erfundene Zahnradpumpe erstmals eine Fontäne mit Wasser versorgt haben. Die Zahnradpumpe, eine reguläre Drehkolbenmaschine, dient noch heute als Ölpumpe in den meisten Automotoren.
James Watt, der die Hubkolbendampfmaschine entscheidend weiterentwickelt und ihr zum Durchbruch verholfen hatte, versuchte sich zeitlebens immer wieder an Rotationskolbenmaschinen, bis er 1782 eine drehkolbenartige Umlaufkolbendampfmaschine konstruierte. William Murdoch modifizierte 1799 Pappenheims Zahnradpumpe und versah die Zahnkopfflanken mit Dichtleisten aus Holz. Mit dieser Dampfmaschine trieb er Bohrmaschinen und Drehbänke in seiner Werkstatt an.
1846 baute Elijah Galloway die erste hubraumbildende Dampfmaschine, die keinen inneren oder äußeren Kämmeingriff hatte. Durch fehlende Dichtelemente konnte sie jedoch nicht gegen die mittlerweile gut abgedichteten Hubkolbendampfmaschinen bestehen. Philander und Francis Roots entwickelten 1895 eine Drehkolbenmaschine, die auch heute noch in gleicher Weise gebräuchlich und nach ihnen benannt ist: den Roots-Kompressor. Charles Parsons, der Erfinder der Dampfturbine, baute 1884 eine der ersten funktionsfähigen Kreiskolbenmaschinen mit Hubeingriff. Die Funktionsweise des Kolbenrings war zu dieser Zeit noch unbekannt.
1923 entstand ein KKM mit fünfeckigem Läufer von Wallinder & Skoog in Schweden.
Allgemein machten die Abdichtungen Probleme, und es vergingen noch über zwei Jahrzehnte, bis Felix Wankel zusammen mit NSU eine Drehkolbenmaschine entwickelte.

### Entwicklung des Wankelmotors von 1932 bis 1960 und Erstlauf

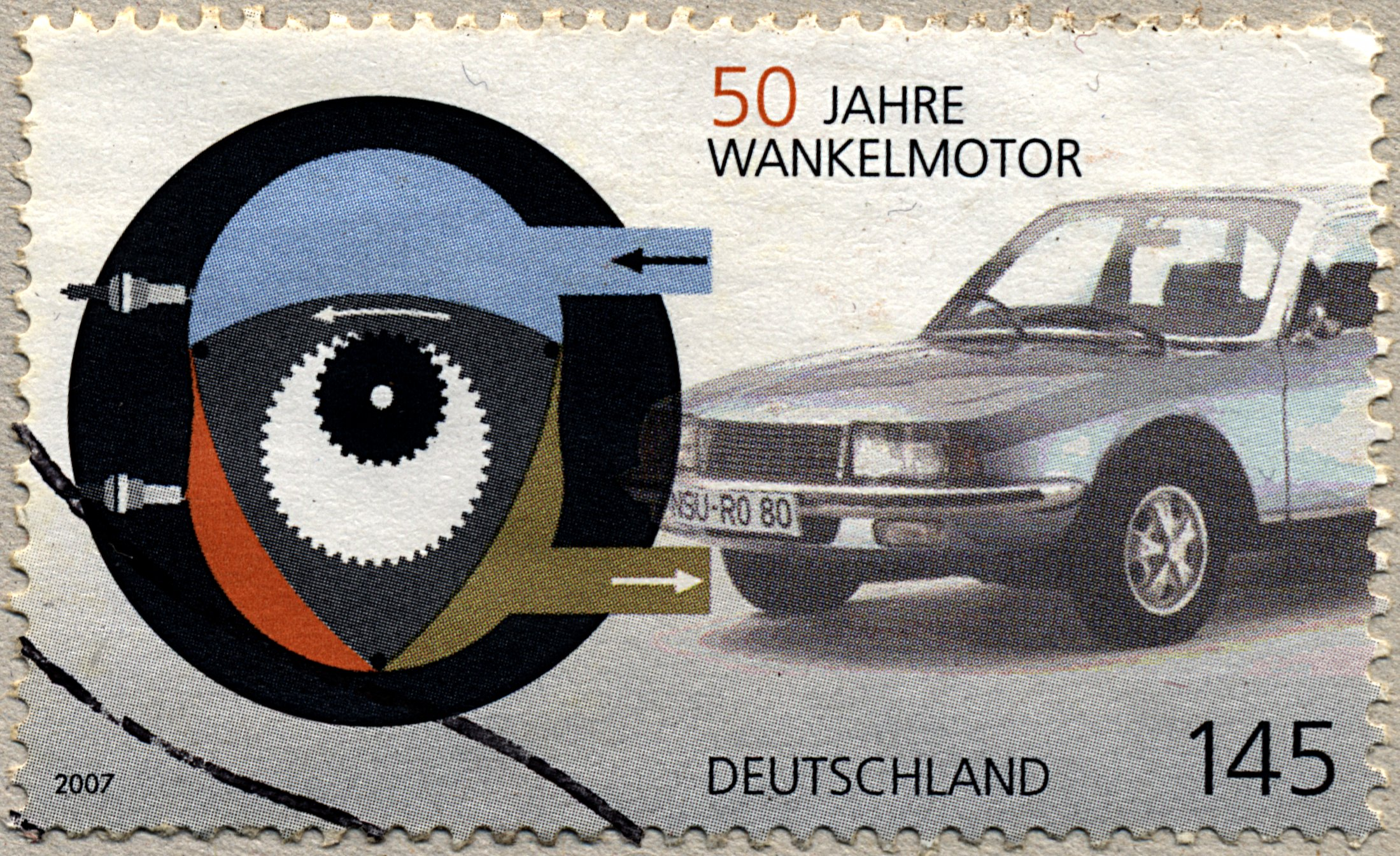
Briefmarke zum 50. Geburtstag

Felix Wankel führte Versuche einer Drehschiebersteuerung für einen Viertakt-Hubkolbenmotor durch und beschloss, als diese fehlschlugen, gezielt die Abdichtung des Motors zu erforschen. Im Zuge dieser Untersuchungen gelang es ihm nachzuweisen, dass es der Gasdruck ist, der für die Abdichtung sorgt. Seine Erkenntnisse führten zur deutlichen Verbesserung der Kolbenringabdichtung und nach 25 Versuchsvorrichtungen gelang ihm eine wirkungsvolle Abdichtung der Drehschiebersteuerung, womit er den Grundstein für die Entwicklung des Wankelmotors legte.
1932 konzipierte Felix Wankel die Drehkolbenmaschine DKM 32, die später nur kurz lief, aber als Verdichter bei 1000 min−1 einen Überdruck von 5 bar liefert, was ein Verdienst der ersten räumlich verlaufenden Dichtgrenze ist.
1936 sprach er bei der Deutschen Versuchsanstalt für Luftfahrt (DVL) vor und brachte innerhalb kurzer Zeit einen Fünfzylinder-Sternmotor von Siemens & Halske (S & H) zum Laufen. Der spätere Leiter der Motorenentwicklung von Daimler-Benz, Wolf-Dieter Bensinger, legte seinen Bericht Staatssekretär Erhard Milch vor, der damit zu Reichsminister Hermann Göring ging. „Dieser Mann ist großzügigst zu unterstützen“ war daraufhin seine Anweisung, worauf Felix Wankel mit seiner Wankelversuchswerkstatt (WVW) in Lindau eine eigene Forschungswerkstätte gründete.
Von 1936 bis 1941 entwickelte er erfolgreich Drehschiebersteuerungen für Flugmotoren von S & H, Junkers, BMW und Daimler-Benz. Das Reichsluftfahrtministerium unterstützte Wankel bis 1945 mit 2,5 Millionen Reichsmark. Jedoch wurden nur die Arbeit an den drehschiebergesteuerten Hubkolbenmotoren gefördert. Den Arbeiten Wankels an Rotationskolbenmaschinen wurde keine Kriegswichtigkeit eingeräumt und somit erfolgte auf diesem Gebiet keinerlei Unterstützung des RLM. Infolge des Kriegsendes kam es zu keiner Serienfertigung von drehschiebergesteuerten Hubkolbenmotoren.
Im Jahr 1941 durchgeführte Versuche mit hohen Öldrücken von bis zu 1000 bar zeigten neue Wege bei der Gleitlagerung. Die DVL und WVW schlossen eine Reihe Optionsverträge mit den damals wichtigsten Unternehmen ab. 
Das Kriegsende Anfang Mai 1945 unterbrach die geplante Serienfertigung von Drehschiebermotoren. Die WVW in Lindau wurden von der französischen Besatzungsmacht demontiert.
Mit der in seinem Lindauer Wohnhaus neu geschaffenen Technische Entwicklungsstelle (TES) nahm Felix Wankel 1951 wieder die Zusammenarbeit mit der Goetze AG (heute Federal-Mogul) in Burscheid auf. Es folgte der Abschluss eines Forschungsauftrags mit NSU für die Entwicklung von Drehschiebersteuerungen, der kurz darauf auf Rotationskolbenmaschinen erweitert wurde. Felix Wankel ging nun gezielt auf die Suche nach einer hochdrehfähigen Drehkolbenmaschine.
Er verhandelte 1954 mit Borsig für eine Anwendung des DKM 53 als Kompressor. Borsig und NSU einigten sich auf eine Interessenabgrenzung, nach der NSU das Gebiet der Kraftmaschinen und Borsig das Gebiet der Arbeitsmaschinen bearbeitete.
Der NSU-Ingenieur Hanns-Dieter Paschke entwickelte 1956 aus den Versuchspressluftmotoren (Arenamaschinen) den Drehkolbenkompressor DKK 56, der einen 50-cm³-Zweitakt-NSU-Quickly-Motor auf damals überragende 13,5 PS auflud und mit 196 km/h den Weltrekord eines Baumm-Liegestuhl II ermöglichte. Die Art des Laders wurde geheim gehalten, was zu allerlei Spekulationen führte.

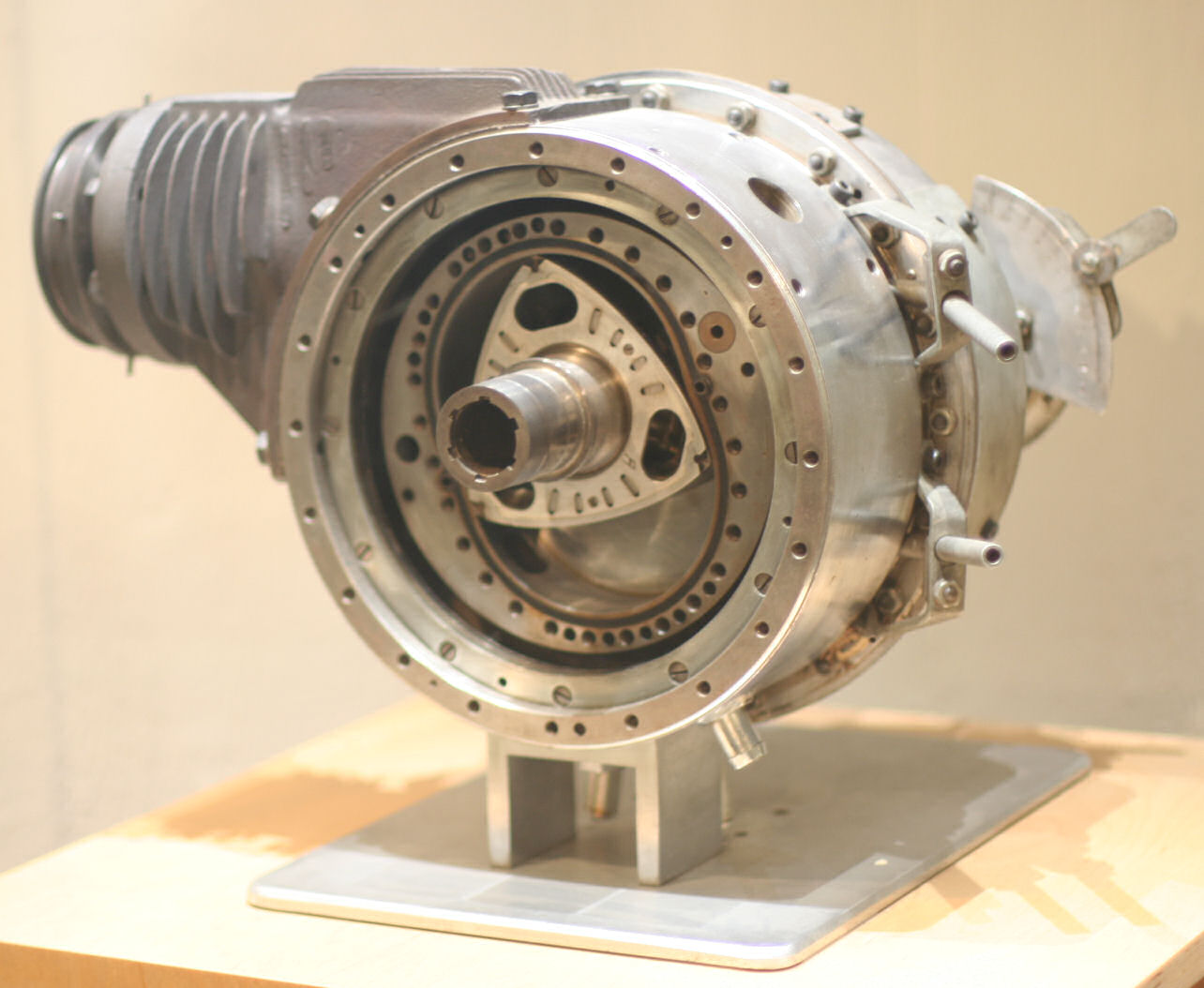
Felix Wankels Drehkolbenmotor DKM 54

Am 1. Februar 1957 lief der DKM 54 zum ersten Mal zunächst nur kurz in der NSU-Versuchsabteilung TX; nachdem das Gemisch und die Zündung anders eingestellt wurden, begann der Motor im wahrsten Sinn des Wortes rund zu laufen. Beim DKM 54 drehen sich die Kammer (Außenläufer) und der Innenläufer. Kraftabgebendes Element ist hierbei der Außenläufer, der Innenläufer dient nur als reines Absperr- und Steuerteil. Im April 1957 stellte man von Alkohol auf Benzin um. Der Motor erzielt trotzdem die gleiche Leistung und läuft zugleich ruhiger. Mit der Gemischkühlung sind mit dem 125-cm³-Motor mehr als 20 PS nicht zu erreichen. Der sich drehende Innenläufer wurde mit einer Wasserkühlung versehen, die in der TES Lindau entwickelt wurde. Im selben Jahr begann Hanns-Dieter Paschke die Konstruktion des einfacher aufgebauten KKM 57P; erstmals wurde nun der Außenläufer stillgesetzt. Damit Wankel davon nichts erfuhr, geschah dies unter strikter Geheimhaltung, denn er hätte es verhindert. Später sagte Felix Wankel erbost über den KKM 57: „Sie haben aus meinem Rennpferd einen Ackergaul gemacht.“ Der NSU-Vorstandsvorsitzende Gerd Stieler von Heydekampf konterte: „Hätten wir wenigstens schon den Ackergaul!“ Damit war das Verhältnis zwischen Wankel und NSU auf einem Tiefpunkt angelangt. Die Versuche mit dem DKM 54 wurden 1958 eingestellt, denn das Prinzip hatte seine Funktionsfähigkeit gezeigt. Am 7. Juli 1958 lief mit dem KKM 57P zum ersten Mal ein Kreiskolbenmotor.

### Der Wankelmotor im Fahrzeugbau von 1960 bis heute

#### Entwicklung von 1960 bis 1970
Zwei Jahre später, 1960, wurde erstmals ein Auto von einem Wankelmotor angetrieben, ein NSU Prinz III lief mit einem KKM 250.
Am 19. Januar desselben Jahres wurde im Deutschen Museum München während einer Veranstaltung des Vereins Deutscher Ingenieure (VDI) der KKM 250 erstmals der Öffentlichkeit laufend vorgeführt. Nun wurde der KKM 400 entwickelt, der von vornherein als Automotor konstruiert war. Noch im selben Jahr wurde er in einen Sport-Prinz eingebaut. Weitere umgebaute NSU Sport-Prinz folgten, in denen der Wankelmotor eine Million Versuchskilometer absolvierte.
1962 fand am 16. Februar die sogenannte „Rattermarkenkonferenz“ statt. Sie wurde notwendig, weil von den Laufflächen abplatzende Chromschichten zu häufigen Motorausfällen führten. Versuche mit leichteren Dichtleisten führten zum Erfolg, und so konnte im September der KKM 150 als erster Wankelmotor in Serie gebaut werden. Bei ihm wurden auch zum ersten Mal Sinter-Kohledichtleisten verwendet, womit das Rattermarkenproblem vorerst gelöst war. Der KKM 150 diente als Antrieb eines Wasserskischleppgerätes mit dem Namen Skicraft. Der Motor diente auch als Hilfsantrieb, als sogenannter Flautenschieber für Segelboote.
1963 wurde der erste in Serie produzierte PKW mit Wankelmotor, der NSU Wankel Spider, auf der IAA der Öffentlichkeit präsentiert, und Mazda stellte einen Versuchswagen mit einem Zweischeibenmotor auf der Tokyo Motor Show aus. Im Oktober 1964 ging der NSU Wankel-Spider in Serie. Der KM 37 war der erste von Fichtel & Sachs in Serie gebaute Wankelmotor. Gleichzeitig entstand der KM 914 mit 300 cm³ Kammervolumen in den Ausführungen als Stationärmotor und als Antrieb für Schneemobile, in die er von Fichtel & Sachs 1965 eingebaut wurde. Im selben Jahr stellte NSU den Zweischeibenmotor Typ 506/509 auf der IAA aus.
1967 wurde der NSU Ro 80 auf der IAA in Frankfurt der Öffentlichkeit präsentiert. Am 21. April gründeten NSU und Citroën das gemeinsame Tochterunternehmen Comotor in Luxemburg. Mazda ging im Mai mit dem Cosmo Sport in Serie und stellt somit als erster Autohersteller ein Auto mit einem Zweischeibenmotor her. 1969 begann Citroën mit der Operation M35, bei der an etwa 300 handverlesene Kunden Citroën M35 verkauft wurden, die zusammen über 30 Millionen Versuchskilometer zurücklegten. Mercedes-Benz präsentiert den C-111-I mit einem Dreischeibenmotor auf der IAA in Frankfurt. Im Herbst wurde der Ro-80-Motor von Doppel- auf Einfachzündung umgestellt und eine Hochspannungs-Kondensatorzündung (HKZ) eingebaut. Der Bootsmotor NSU Marine Ro 135 mit Doppelzündung wurde in Serie gebaut.

#### Entwicklung von 1970 bis 1980
Mercedes-Benz stellte 1970 seinen C-111-II auf dem Genfer Automobilsalon aus. Die Karosserie war überarbeitet worden und statt eines Dreischeibenmotors wurde nun ein Vierscheibenmotor getestet; in der Folge entschied sich Mercedes jedoch gegen den Einbau von Wankelmotoren. Der britische Motorradhersteller BSA testete eine BSA A65 mit einem Wankelmotor. Hercules stellte den W 2000-Prototyp auf der IFMA aus, als Motor wurde ein modifizierter Schneemobilmotor KM 914B von Fichtel & Sachs verwendet. Das Unternehmen Graupner führte den Modellmotor OS Wankel (Ogawa Seiki) in die Serie ein.
BSA/Triumph entwickelte 1971 einen eigenen luftgekühlten Zweischeibenmotor, der in einen Triumph-Bandit-Rahmen eingebaut wurde. Beim Ro 80 wurden thermische Abgasreinigung und Drehzahlwarner eingeführt.
1972 stellte Ingersoll Rand mit den Wankelmotoren IR-2500 und IR-5000 die Motoren mit dem bisher größten Kammervolumen von 41 Litern her. Fichtel & Sachs führte die zweite Motorengeneration ein, den KM 3 und den KM 24; letzterer löste den KM 914 als Schneemobilantrieb ab. Mazda produzierte in diesem Jahr 155.500 Autos mit Wankelmotoren. Der Volkswagen-Konzern, der NSU 1969 übernommen hatte, zog sich aus dem von NSU und Citroën geschlossenen Vertrag zurück, und Comotor wurde alleiniges Tochterunternehmen von Citroën. Mazda stellte 1973 etwa 240.000 Autos mit Wankelmotoren her, insgesamt wurde der 500.000. Wagen mit einem Wankelmotor produziert. OMC ging unter dem Label Evinrude und Johnson mit einem Vierscheibenmotor in der offenen Bootsrennklasse an den Start. Evinrude brachte im selben Jahr Schneemobile mit einem Wankelmotor auf den Markt. Nachdem Johnson und Evinrude die offene Klasse bei den Bootsrennen dominierten, wurden Wankelmotoren für das Jahr 1974 vom Wettbewerb ausgeschlossen. Im September begann Citroën mit der Serienproduktion des Citroën GS Birotor. Yanmar Diesel stellte drei Typen Außenbordmotoren mit Wankelmotoren her. Rhein-Flugzeugbau baute einen 60-PS-Fichtel & Sachs-Zweischeiben-Wankelmotor in den Motorsegler Sirius II ein. In Altforweiler wurde das Comotorwerk eingeweiht. VW und Citroën trafen eine Entwicklungsvereinbarung für den EA871, der für die großen Citroën-Modelle vorgesehen wurde. Ford kündigte den Lizenzvertrag, weil Curtiss-Wright eine Lizenzgebühr von über 100 Millionen US-Dollar forderte; Ford versuchte im Gegenzug, Mazda zu übernehmen.
1975 erhielt Werner Wieland Patente für seinen aus geschweißten Blechteilen aufgebauten Wielandmotor, der bei der Audi AG in Neckarsulm im Testbetrieb lief und über 250-mal gebaut wurde. Diese Version des Wankelmotors ist um 22 % leichter als ein Motor aus Gussteilen und bietet Vorteile bei der Kühlung und den Fertigungskosten. Über den Testeinsatz in einigen firmeninternen Ro 80 kam diese Variante nicht hinaus.
1976 entstand das Motorrad Van Veen OCR 1000 des niederländischen Motorrad-Spezialisten Van Veen; er verwendete den Comotor-Wankelmotor (Citroën) und rüstet ihn mit einer elektronischen Kennfeldzündung von Hartig aus. OMC stellte nach 15.000 Motoren die Produktion ein und zog sich auch aus dem Markt für Schneemobile zurück. Hercules brachte die verbesserte Hercules-2000-Injektion mit dem stärkeren KC-27-Wankelmotor heraus.
Die Produktion des Ro 80 wurde mit Ende des Modelljahres 1977, nach 37.450 gebauten Fahrzeugen innerhalb von zehn Jahren, eingestellt; Mazda baute im selben Jahr etwa 50.000 Autos mit Wankelmotor. Der RFB-Prototyp Fantrainer 300 wurde am 14. Dezember der Öffentlichkeit vorgestellt. Als Antrieb dienten zwei Audi-NSU-EA871A-Wankelmotoren, deren Schmiersystem kunstflugtauglich ist.
Mazda führte 1978 den Zweischeiben-KKM RX-7 SA in die Serie ein, und John Deere übernahm die Wankelentwicklung von Curtiss & Wright. Nach der Insolvenz von BSA/Triumph wurde die BSA-Wankelmotorenentwicklung an Norton übertragen.

#### Entwicklung von 1980 bis heute

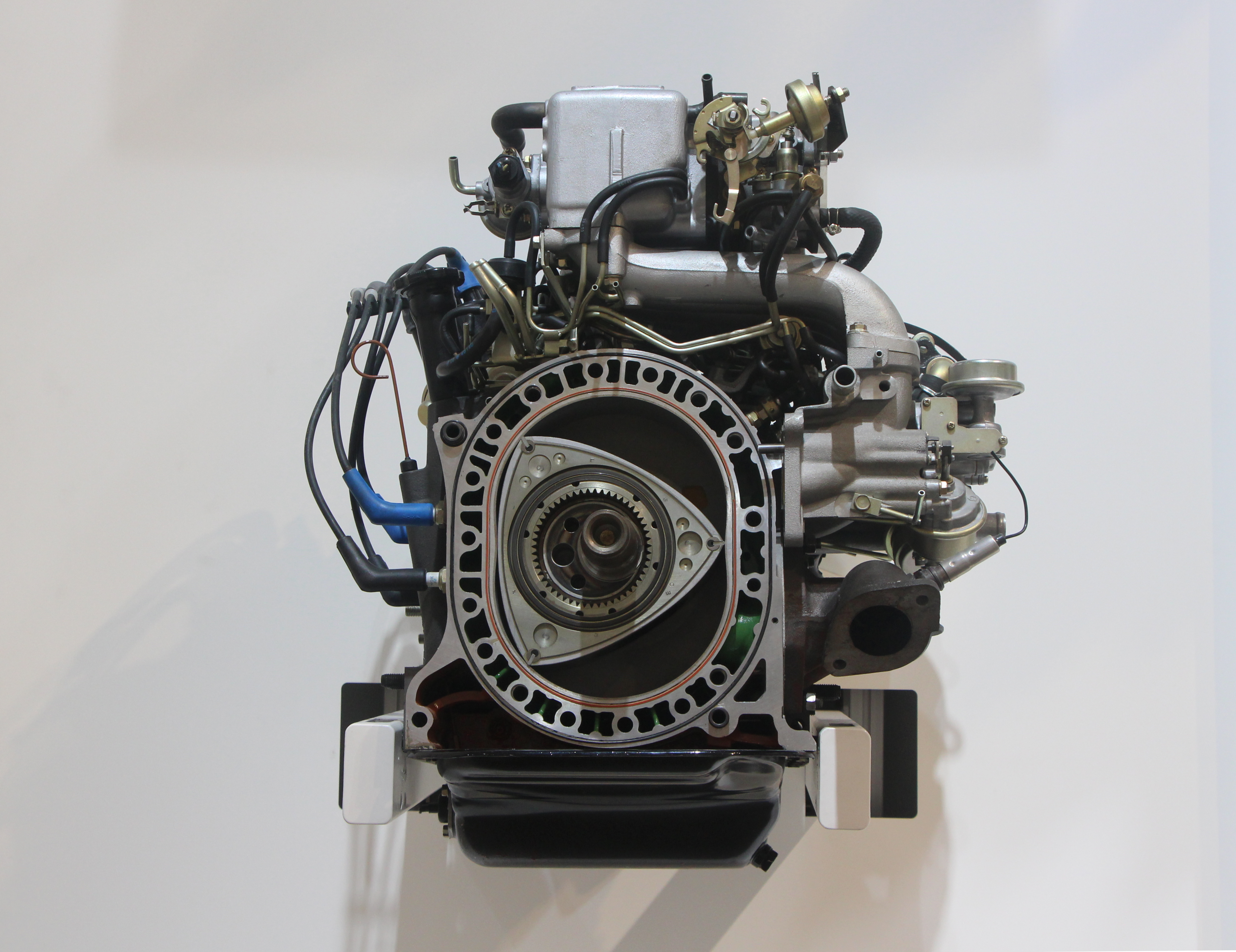
Mazda 13B mit 100 kW Leistung, 1984

Die OMC verkaufte 1985 ihre Wankelabteilung an den kanadischen Entwickler und Erfinder Paul Moller.
Für die britische Polizei stellte Norton die Interpol 2 in Serie her. Teledyne Continental Aircraft Products entwickelte Flugzeugmotoren auf der Basis von Nortonmotoren. Bedingt durch die Produkthaftung in den USA wurde das Projekt später aufgegeben.
Für 100 Millionen D-Mark erwarb Mercedes-Benz 1986 das Institut von Felix Wankel. Norton produzierte 1988 mit der Norton Classic, basierend auf der Interpol, das erste Wankelmotorrad für den freien Markt. Die Interpol 2 wurde 1989 von der Norton Police Commander abgelöst, eine zivile Version wurde als Norton Commander gebaut.
Mazda produzierte 1990 mit dem Eunos Cosmo das erste Serienauto mit Dreischeiben-Wankelmotor. Mit dem Mazda 787B und der Startnummer 55 gewann Mazda 1991 das 24-Stunden-Rennen von Le Mans. Der Rennwagen wurde dabei von einem Vierscheiben-Wankelmotor angetrieben. 1992 brachte Mazda den RX-7FD auf den Markt. Im selben Jahr entstand die UEL aus einem Management-Buy-out der ehemaligen Entwicklungsabteilung von Norton. Midwest Engines wurde gegründet und stellte Wankelmotoren für bemannte Flugzeuge auf der Basis von Nortonmotoren her.
Carlos Fernandez Pello von der Universität Berkeley entwickelte im Rahmen von Micro-Electro-Mechanical Systems (MEMS) einen Miniaturwankelmotor und stellte ihn 2001 vor. Mazda baute im Herbst 2002 den letzten RX-7, von dessen Baureihe insgesamt 811.634 Fahrzeuge verkauft wurden.
Das Unternehmen Wankel Super Tec wurde unter Leitung von Ernst Sigmund, einem ehemaligen Rektor der Universität Cottbus, am 12. Februar 2003 in Cottbus gegründet und führt in Mitarbeiterfolge von Felix Wankel die Entwicklung der Kreiskolbenmotoren fort. Diese Gründung hat den Wankelmotor wieder in den Blickpunkt des Interesses für verschiedene Anwendungen gelenkt, wo es auf ein geringes Leistungsgewicht, große Laufruhe und geringe Geräuschkulisse ankommt.
Von April 2003 bis März 2006 stellte Mazda den RX-8 mit einer Stückzahl von 148.317 in Serie her. Seit dem 23. März 2006 verleaste Mazda in Japan den Mazda RX-8 Hydrogen RE, das erste Serienauto, bei dem Wasserstoff als Treibstoff eingesetzt wird.
Am 10. August 2006 erreichte Freedom Motors mit seinen Wankelmotoren das SULEV-Emissionsziel für emissionsfreie Fahrzeuge.
Auf der Tokyo Motor Show 2007 zeigte Mazda den Premacy Hydrogen RE Hybrid. Außerdem wurde der verbesserte Renesis-16X-Wankelmotor der Öffentlichkeit vorgestellt. Der Premacy Hydrogen RE Hybrid wurde ab dem 25. März 2009 in Japan verleast.
Auf dem Genfer Auto-Salon 2010 zeigte Audi mit dem A1 e-tron ein Elektrofahrzeug, bei dem ein Einscheiben-Wankel als Reichweitenverlängerer dient. Der Wankel soll hier bei konstanter Drehzahl von 5000 min−1 nahe seinem Effizienzmaximum arbeiten. Der kompakte Wankelmotor liegt in diesem Fahrzeug unter dem Kofferraumboden.
In Deutschland boten 2010 das in Kirchberg ansässige Unternehmen Wankel AG sowie das aus Aachen stammende Unternehmen Aixro Wankel-Einbaumotoren an.
Die Bestrebungen, umweltfreundliche Antriebe zu entwickeln, führt zu einer Renaissance.
Für das Jahr 2020 plante Mazda, ein Elektroauto mit Wankelmotor-Range Extender anzubieten, eine grundsätzliche Eignung beschreibt u. a. die RWTH Aachen. 2021 wurde eine Verschiebung angekündigt, schließlich wurde der Mazda MX-30 e-Skyactiv R EV Anfang 2023 vorgestellt.

## Wankeldiesel

### Motoren, die nach dem Dieselverfahren arbeiten

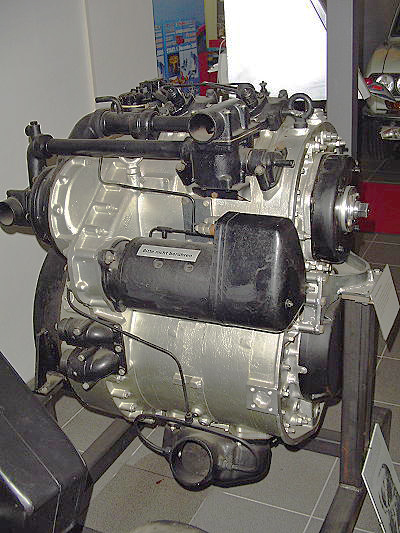
R6 Rolls-Royce-Wankeldieselmotor

Es gab auch Versuche, den Dieselprozess mit einem Wankelmotor auszuführen, obwohl der Drehkolbenmotor aufgrund seiner Besonderheiten dafür schlecht geeignet ist. Rolls-Royce entwickelte in den 1960er Jahren mit der Typserie R1 bis R6 einen Panzermotor, wobei zwei Wankelscheiben hintereinandergeschaltet wurden. Der Kreiskolben der Niederdruckstufe verdichtet für die Hochdruckstufe vor. Beide Kolben sind über ein Getriebe verbunden, der Kraftstoff wird jedoch nur in die Hochdruckstufe eingespritzt. Zwei gekoppelte Einheiten dieser Ausführung waren für eine Leistung von 350 hp (261 kW) bei 4500/min konzipiert.
Als Problem bei der Entwicklung erwiesen sich die hohen Spitzendrücke und entsprechend hohen Spannungen, welche in der Kammerwand auftreten. Das Problem wurde durch integrierte Zuganker gelöst, die nun die Scherkräfte aufnahmen. Damit konnte das sogenannte Warmwechsel-Kriechen des als Kammermaterial verwendeten Aluminiums vermieden werden. Größte Schwierigkeit beim Wankeldieselmotor war es, eine geeignete Brennraumform zu finden, die passend zum Einspritzstrahl steht, und zugleich eine hohe Verdichtung zu erreichen, die die Selbstzündung, eines der Hauptmerkmale des Dieselmotors, ermöglicht. Bei allen dokumentierten Prototypen, die nach dem Dieselverfahren arbeiten, musste extern vorverdichtete Luft zugeführt werden. Es ist kein Wankeldieselmotor bekannt, der sicher aus eigener Kraft lauffähig ist.

### Motoren, die nicht nach dem Dieselverfahren arbeiten
1992 kaufte der ehemalige Mitarbeiter von Felix Wankel, Dankwart Eiermann, zusammen mit Jürgen G. Bax die Wankel Rotary GmbH vom LONRHO-Konzern zurück. In den folgenden Jahren entwickelte das Unternehmen einen für den Betrieb mit Dieselkraftstoff geeigneten Wankelmotor mit Fremdzündung (also mit Zündkerze) und Direkteinspritzung, wobei auf bereits seit den 1960ern bekannte Verfahren zurückgegriffen wurde (u. a. das FM-Verfahren); der wassergekühlte Motor mit der Bezeichnung LOCR 407 SD arbeitet somit nicht nach dem Dieselverfahren, sondern nur mit dem für Dieselmotoren üblichen Kraftstoff. Die Verdichtung betrug 10,4:1 und das Kammervolumen lag bei 407 cm³. Der Motor erreichte als Einscheiben-Version eine Nennleistung von 25 kW bei 6000/min und war skalierbar, d. h. auch in Mehrscheiben-Konfiguration und mit Aufladung erhältlich. Der Verbrauch lag bei 330 g/(kW·h) und damit deutlich oberhalb von Vorkammer-Dieselmotoren (Vergleichstabelle spezifischer Kraftstoffverbrauch). Die Wankel Rotary GmbH musste im Jahre 2000 Konkurs anmelden, die Patent- und Markenrechte erwarb 2001 Mario Häberer. Dankwart Eiermann führte später die Entwicklung bei Wankel Supertec weiter. Heute (2021) werden mit Abgasturboaufladung und Rückkühlung bei Industriewankelmotoren mit Dieselkraftstoffbetrieb spezifische Verbräuche von 270 g/(kW·h) erzielt.

## Lizenznehmer
| Datum         | Lizenznehmer                 | Land | Lizenz                                        |
| ------------- | ---------------------------- | ---- | --------------------------------------------- |
| 21.10.1958    | Curtiss-Wright Corp.         | USA  | ohne Einschränkung                            |
| 29.12.1960    | Fichtel & Sachs AG           | D    | Industrie-Motoren, Boot 0,5–30 PS             |
| 25.02.1961    | Yanmar Diesel Co. Ltd        | JP   | Benzin- und Dieselmotoren, 1–100 PS, 1–300 PS |
| 27.02.1961    | Mazda                        | JP   | Benzinmotoren 1–231 PS für Landfahrzeuge      |
| 04.10.1961    | Klöckner-Humboldt-Deutz AG   | D    | Dieselmotoren ohne Einschränkung              |
| 26.10.1961    | Daimler-Benz AG              | D    | Benzinmotoren 50 PS aufwärts                  |
| 30.10.1961    | MAN AG                       | D    | Dieselmotoren ohne Einschränkung              |
| 02.11.1961    | Friedrich Krupp AG           | D    | Dieselmotoren ohne Einschränkung              |
| 12.03.1964    | Daimler-Benz AG              | D    | Dieselmotoren ohne Einschränkung              |
| 15.04.1964    | S.p.A Alfa Romeo             | IT   | Benzinmotoren von 50–300 PS für Pkws          |
| 17.02.1965    | Rolls-Royce Motors Ltd.      | GB   | Diesel- und Hybridmotoren 100–850 PS          |
| 18.02.1965    | VEB IFA                      | DDR  | Ottomotoren 0,5–25 PS und 50–150 PS           |
| 02.03.1965    | Dr.-Ing. h. c. F. Porsche KG | D    | Benzinmotoren von 50–1000 PS                  |
| 01.03.1966    | Outboard Marine Corporation  | USA  | Benzinmotoren 50–400 PS                       |
| 11.05.1967    | Comotor S.A.                 | L    | Benzin- und Dieselmotoren 40–200 PS           |
| 12.09.1967    | Graupner                     | D    | 0,1–3 PS Modellmotoren                        |
| 28.08.1969    | Savkel Ltd.                  | IS   | Benzinmotoren von 0,5–30 PS Industrie-Motoren |
| 01.10.1970    | Nissan Motor Company Ltd     | JP   | Benzinmotoren von 80–120 PS                   |
| 10.11.1970    | General Motors               | USA  | Alles, außer Flugzeugmotoren                  |
| 24.11.1970    | Suzuki                       | JP   | Benzinmotoren von 20–60 PS für Zweiräder      |
| 25.05.1971    | Toyota                       | JP   | Benzinmotoren von 75–150 PS für Pkw           |
| 04.10.1971    | Kawasaki Heavy Industries    | JP   | Benzinmotoren 20–80 PS für Motorräder         |
| 29.11.1971    | Ford-Werke AG, Köln          | D    | Benzinmotoren 80–200 PS (1974 gekündigt)      |
| 25.07.1972    | BSA Ltd.                     | GB   | Benzinmotoren 35–60 PS für Motorräder         |
| 29.09.1972    | Yamaha Motor                 | JP   | Benzinmotoren 20–80 PS für Motorräder         |
| 07.02.1973    | American Motors Corporation  | USA  | Benzinmotoren 20–200 PS                       |
| 1991 bis 1992 | Norton                       | GB   | Benzinmotoren 135 PS für Motorräder           |

Die Patente zum Wankelmotor sind inzwischen abgelaufen, weshalb heute zu seinem Bau keine Lizenzen mehr benötigt werden.

## Fahrzeuge mit Wankelmotor

### Automobile

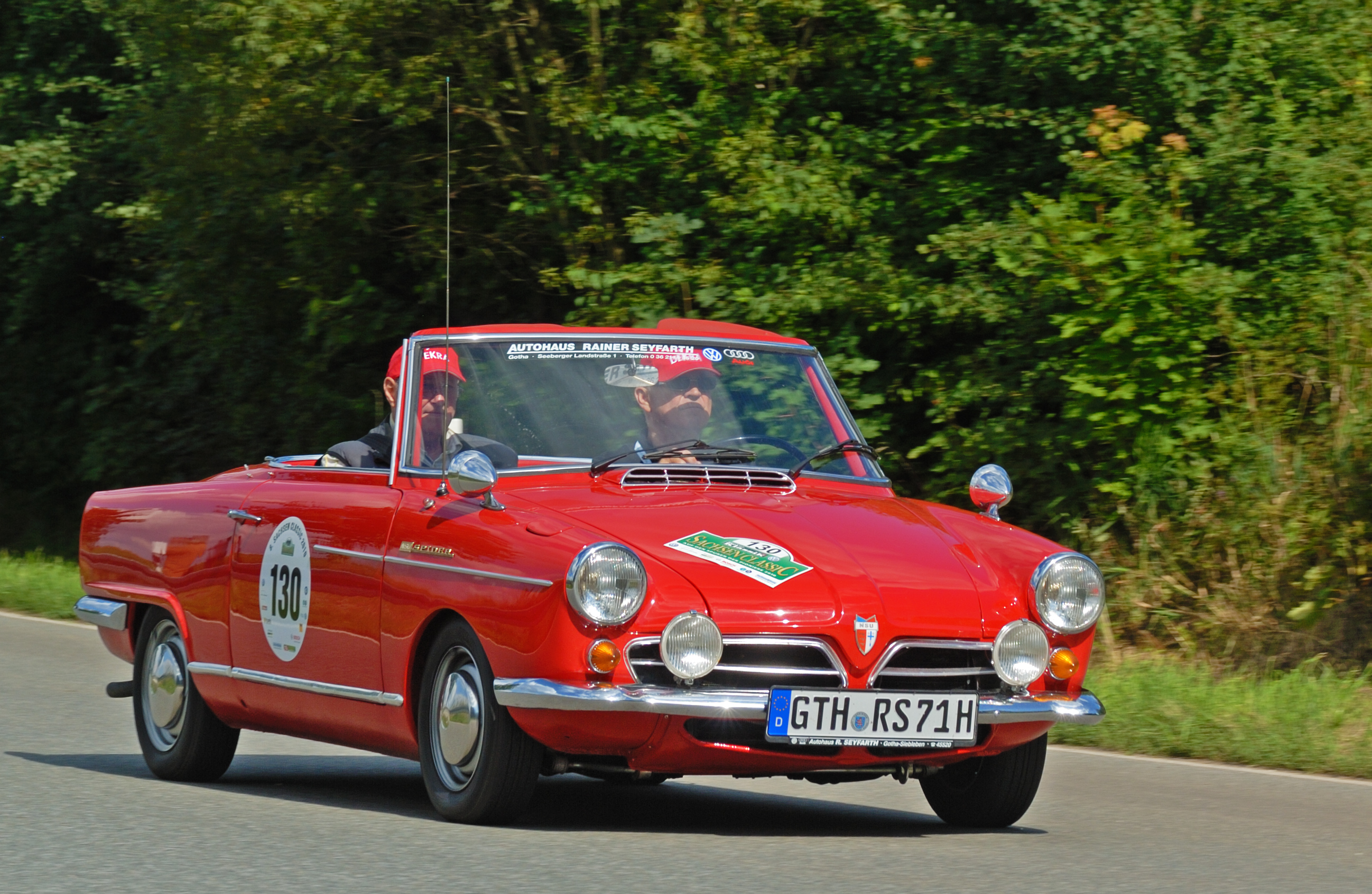
NSU Wankel Spider

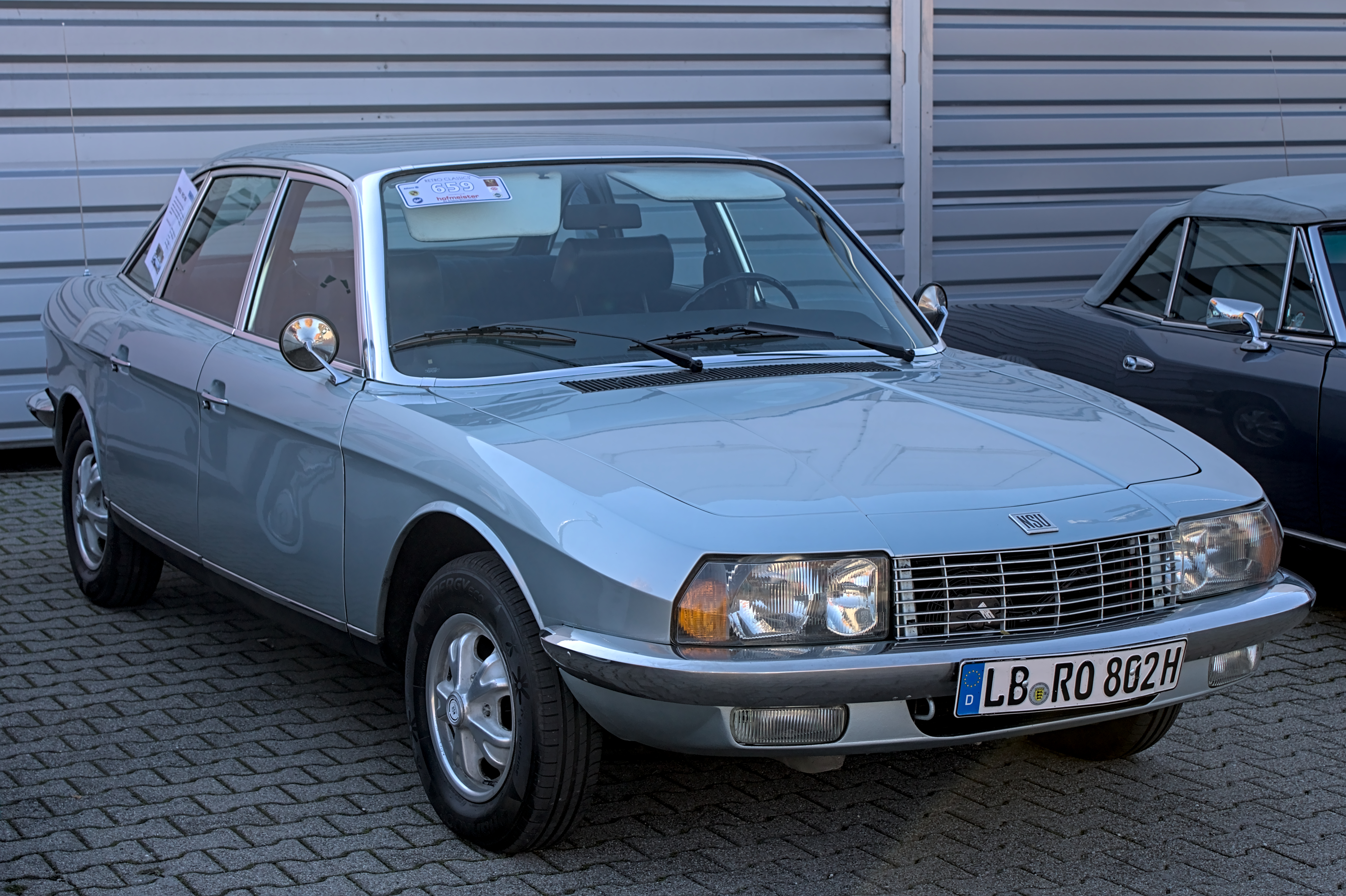
NSU Ro 80

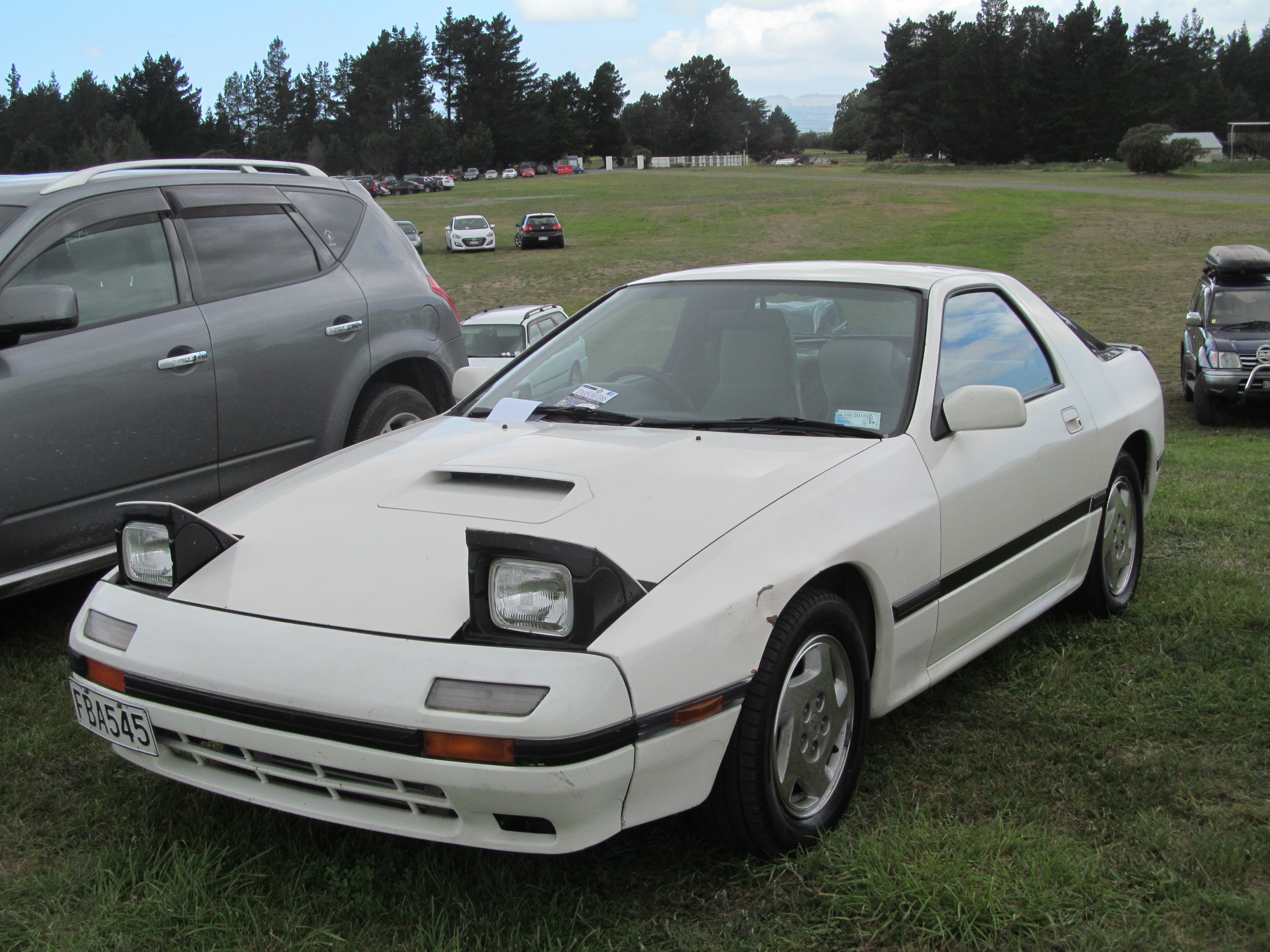
Mazda RX-7 der zweiten Generation

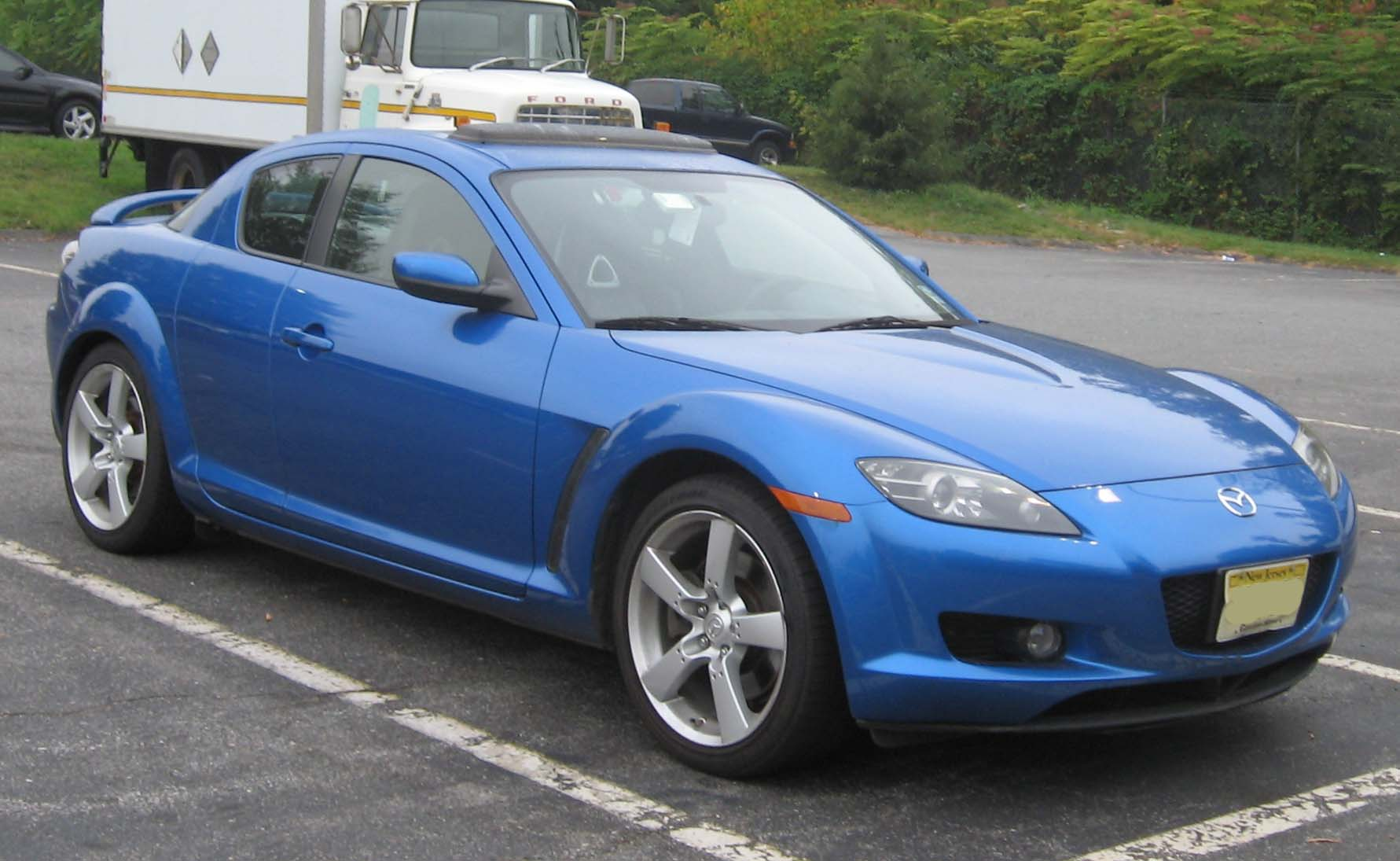
Mazda RX-8

#### Serienfahrzeuge
- NSU Wankel Spider (1964–1967), erstes Serienfahrzeug mit Wankelmotor.
- Mazda 110 S Cosmo Sport (1967–1972), erstes Serienfahrzeug mit Zweischeibenmotor.
- NSU Ro 80 (1967–1977)
- Mazda R100 (1968–1975)
- Mazda R130 (1969–1972) Coupé mit 13A-Wankelmotor.
- Mazda RX-2 (1971–1974)
- Mazda RX-3 (1972–1977)
- Mazda RX-4 (1972–1977)
- Mazda Rotary Pickup (1973–1977), nur in den USA verkauft.
- Mazda Parkway Rotary 26 (1974–1976), erster Bus mit Wankelmotor.[50]
- Mazda Roadpacer (1975–1977)
- Mazda RX-5 (1975–1981)
- Mazda RX-7 (1978–2002) Baureihe SA (FB), FC, FD.
- Mazda Cosmo AP RX-5 (1981–1990)
- Eunos Cosmo (1990–1995), erstes Serienfahrzeug mit Dreischeibenmotor.
- Mazda RX-8 (2003–2012)
- Mazda MX-30 (seit 2023), als Range Extender bzw. Plug-In-Hybrid

#### Prototypen und Kleinserien
- Citroën M35 (1969–1971), reiner Versuchsträger, nur 267 Stück wurden gebaut.
- Mercedes-Benz C 111 (Prototyp 1969–1971) Dreischeiben- und Vierscheibenmotoren
- Chevrolet Prototypen XP-895 und XP-897GT (1972)
- Citroën GS Birotor (1974–1975), 847 Stück hergestellt.
- Rennwagen von Mazda: 717C, 727C, 737C, 757, 767 und 787B (1991 Gewinner der 24 Stunden von Le Mans)
- Konzeptfahrzeuge von Mazda: RX-8 Hydrogen RE (2004), 5 HRE (2005) und Furai (2008).
- Flugautos M200 und M400 des Unternehmens Moller

In den 1960er und 1970er Jahren experimentierten viele weitere Hersteller mit Wankelmotoren, unter anderem Škoda (1964–1967), Nissan (1972) oder Audi NSU mit dem Audi 100 C2 (1976–1977). In der DDR wurden Wankelmotoren 1961–1969 entwickelt, welche die Zweitaktmotoren im Trabant und Wartburg ersetzen sollten. Zum 18. Februar 1965 zählte auch der VVB Automobilbau der DDR zu den Lizenznehmern des NSU-Wankel-Motors. Ein Prototyp mit dem Wankelmotor war unter anderem der Trabant 603. Die Entwicklungsarbeiten am Wankelprinzip konnten jedoch nicht zufriedenstellend abgeschlossen werden.

### Motorräder

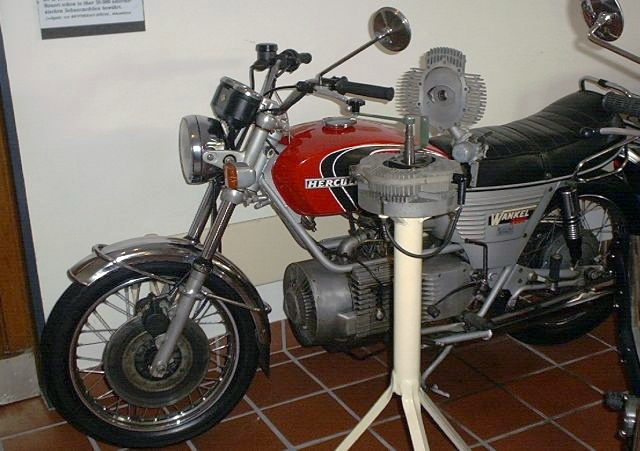
Hercules W 2000

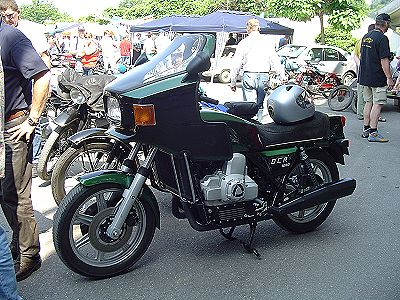
Van Veen OCR1000

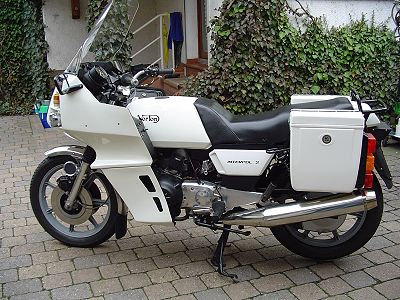
Norton Interpol 2

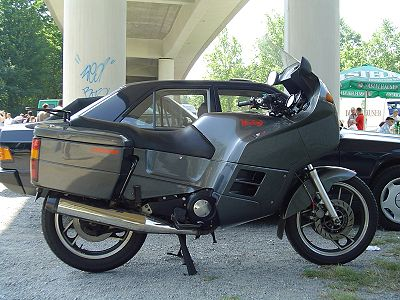
Norton Commander

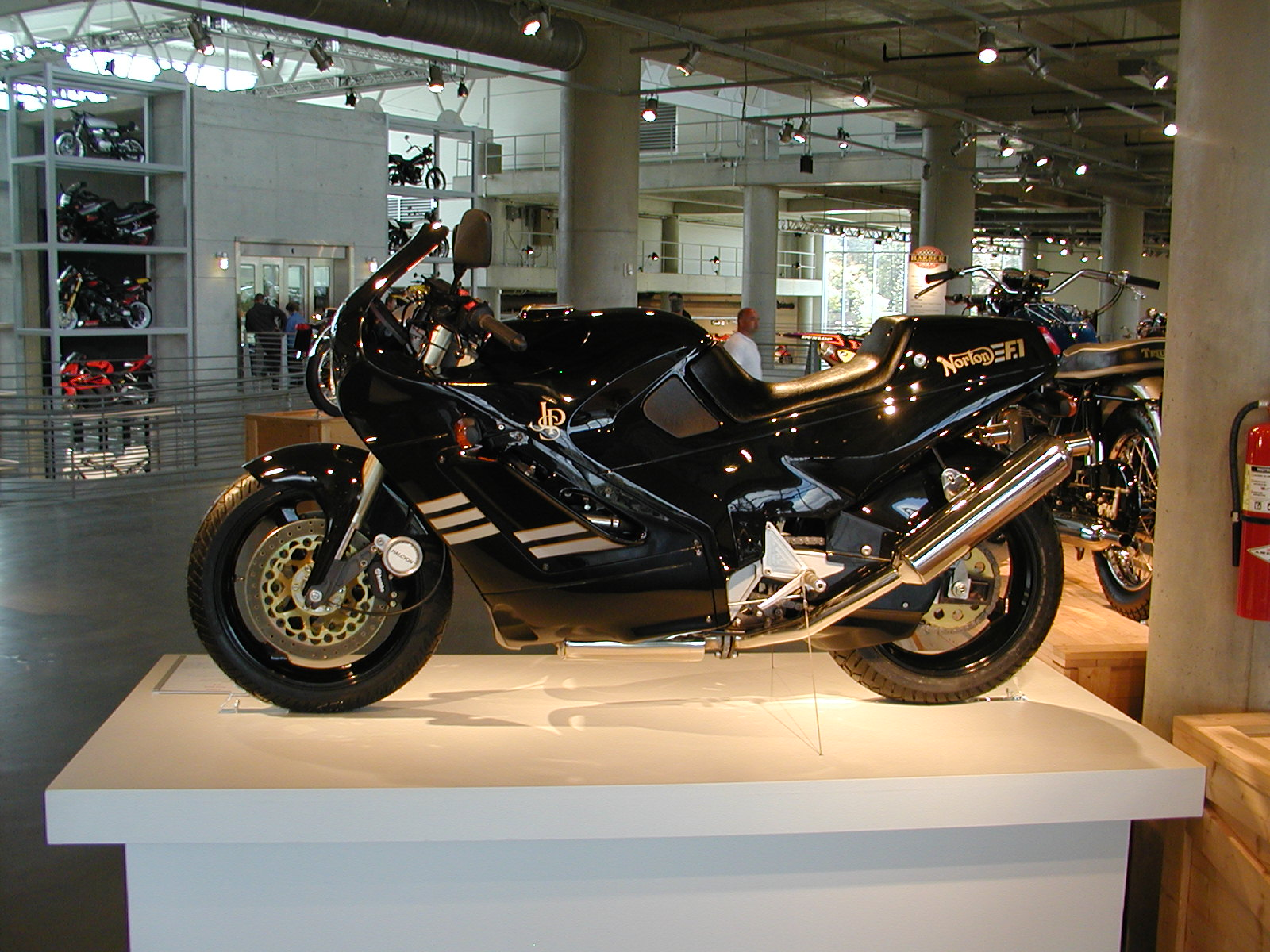
Norton F1

Obwohl alle großen Motorradmarken an der Integration eines Wankelmotors für Motorräder arbeiteten, konnten keine nennenswerten Verkaufszahlen erreicht werden. Grund waren technische Probleme des Motoreinbaus und hohe Entwicklungskosten. Das erste mit Wankelmotor ausgestattete Serienmotorrad war die W 2000 des Unternehmens Hercules. Obgleich sie in Vergleichstests mit direkten Konkurrenzmodellen gut abschnitt, wurde sie vom Markt wenig akzeptiert; 1780 Exemplare wurden gebaut.
- Hercules W 2000 „Staubsauger“
- Hercules KC31 im GS 250-Rahmen
- Suzuki RE 5
- Van Veen OCR 1000
- Motoprom
- MZ-Prototypen
- Norton Motorcycles
  - Norton P41 „Interpol 2“
  - Norton P43 „Classic“
  - Norton P52 „Commander Police“
  - Norton P53 „Commander Civilian“
  - Norton P55 „F1“
  - Norton P55B„F1 Sports“
  - Norton NRS 588

### Wasserfahrzeuge

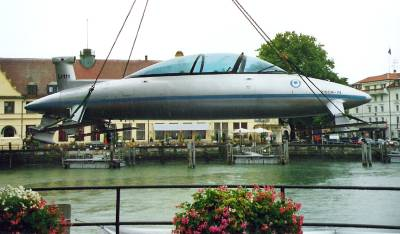
Wankel Zisch 74

- Avenger-Sportboot mit zwei Marine Ro 135
- Ski-Craft-Wasserskizuggerät und Flautenschieber
- Rennboote OMC (Evinrude/Johnson)
- Zisch 68
- Zisch 74

### Flugzeuge

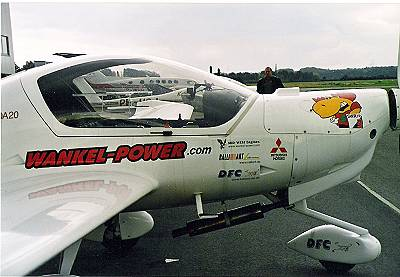
Diamond Katana DA20 mit Zweischeiben-Wankelmotor von Austro Engines

- Citroën-Helicopter RE2 mit Citroën-RMR07V-Wankelmotor
- RFB AWI-2
- RFB Sirius II mit Zweischeiben-Wankelmotor Fichtel & Sachs
- RFB Fantrainer Zweisitziges Trainingsflugzeug mit Mantelschraube-Prototyp mit zwei EA871A.
- Rhein-Flugzeugbau Fanliner Zweisitzige Sportmaschine mit einem EA871A
- Alexander Schleicher ASK 21 mi, ASH 26 E, ASW 22 BLE und ASH 25 Mi, ASH 30 Mi, ASH 31 Mi, ASG 32 Mi mit Einscheiben-Wankelmotor von Austro Engine
- Scheibe SF 24 mit Fichtel & Sachs-20-kW-Wankelmotor
- Katana mit Diamond-Engines-Wankelmotor GIAE-110R.

### Unbemannte Flugzeuge, Drohnen, UAV
Interessant ist hier die Vibrationsarmut für hochauflösende Kameraaufnahmen.
- Blue Horizon II UAV Hersteller EMIT
- Camcopter S-100 mit Austro Engine AE-50R, Hersteller Schiebel (Österreich)
- Crecerelle UAV, Hersteller SAGEM
- Darter UAV, Hersteller Silver Arrow
- Deltron III UAV, Hersteller TESTEM
- Dragon UAV, Hersteller Matra
- Galileo UAV mit UEL AR-682
- GLOV UAV Hersteller Accurate Automation Corp.
- Goldeneye UAV mit UEL AR-741
- Harpy UAV, Hersteller IAI
- Hellfox UAV, Hersteller Mi-Tex
- Hermes 180 mit UEL AR-74-1000, 10 Stunden Flugzeit, Hersteller Silver Arrow
- Hermes 450 und 450S mit UEL AR 80-1010, 20 Stunden und 30 Stunden Flugzeit, Hersteller Silver Arrow
- i-Foile UAV
- ISIS mit UEL AR-8010
- Lark UAV, Hersteller Kentron
- Marula UAV, Hersteller SAGEM
- Night Intruder 300 KAI
- Nishant UAV, Hersteller ADE
- Phantom Medium Tactical UAV
- Pioneer RQ2A mit UEL AR-741, Hersteller PUI
- Pioneer RQ2B mit UEL AR-741, Hersteller IAI
- Prowler I, Hersteller GA-ASI
- Scout UAV mit UEL AR-801 Hersteller IAI
- Seabat UAV, Hersteller Orion
- Sea Scout mit UEL AR-801
- IAI Searcher
- Shadow 200 mit UEL AR-741, Shadow 200B mit UEL AR-741, Shadow 400 mit UEL AR-741, Shadow 600 mit UEL AR-801, Hersteller AAI
- Sikorsky Cypher und Cypher II mit UEL AR-801
- Skyeye mit UEL AR 80-1010, Hersteller BAE Systems
- Sniper UAV, Hersteller Silver Arrow
- Starbird UAV, Hersteller Northrop Grumman
- STF-9A UAV, Hersteller Daedalus
- TPPV-1 Doysae UAV, Hersteller KAI
- UAV-X1, Hersteller TAI
- Vixen UAV, Hersteller Mi-Tex

## Sporteinsatz
Um den Wankelmotor in der Motorwelt zu etablieren, nahmen das NSU- und das Mazda-Team an diversen Autorennen teil und konnten einige Siege verbuchen, die systembedingt keine Rückschlüsse auf den Motor alleine zulassen. Es waren die Deutsche Rallyemeisterschaft (1969), das 24-Stunden-Bootsrennen von Rouen (1966), deutscher Bergmeister aller Klassen (1967 und 1968), der Sieg im 24-Stunden-Rennen von Le Mans (1991), bei dem der Motor im Bereich des maximalen Drehmoments etwa 285 g/kWh verbrauchte, ferner unter anderem Siege in der amerikanischen- und australischen Tourenwagenmeisterschaft. Ebenso konnten Siege in der offenen Klasse der Rennboote verzeichnet werden (1973). Von 1980 bis 1986 lieferte Mazda als alleiniger Ausrüster Wankelmotoren für die Südafrikanische Formel-Atlantic-Meisterschaft, in der britische Formel-2-Chassis eingesetzt wurden.
Norton stattete Motorräder mit Wankelmotoren aus und errang einige Erfolge im Rennsektor. So die britische Superbike-Meisterschaft, zweimal die Powerbike International und 1992 mit der RCW588 und dem Piloten Steve Hislop die Tourist Trophy auf der Isle of Man.
Seit den 1990er-Jahren werden auch Karts von Wankelmotoren angetrieben. Die Vorteile liegen im geringen Gewicht. Die Leistung beträgt bis zu 30 kW bei einem Kammervolumen von weniger als 300 cm³ und einem Gewicht von etwa 17 Kilogramm. Die Motorkraft wird über eine Fliehkraftkupplung und ein Einganggetriebe an die Hinterachse abgegeben.

## Weitere Anwendungen

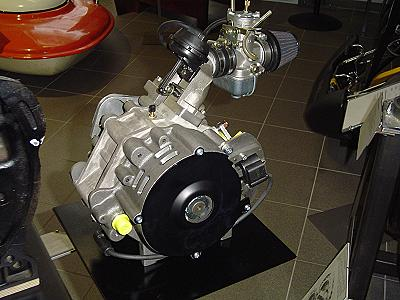
Aixro-Wankelmotor im Kart

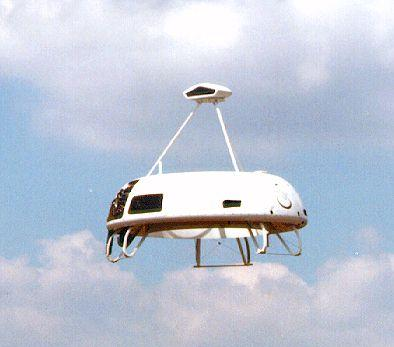
Sikorsky Cypher UAV, angetrieben von einem UEL-AR801-Wankelmotor

Anwendung findet der Wankelmotor auch als Flugzeugantrieb. Die Alexander Schleicher GmbH baut einen Diamond-Engines-Einscheibenmotor in ihren Klappantrieb der ASK 21 Mi, ASH 26 E und ASH 25 Mi ein. Der VLA (very light aircraft)-Zweisitzer Katana soll künftig mit dem 110 PS leistenden Zweischeiben-Wankelmotor von Diamond Engines ausgerüstet werden, und ebenfalls einen Diamond-Wankelmotor GIAE-110R bekommt die Aeriks 200, ebenfalls ein Zweisitzer aus Manno in der Schweiz. Das Unternehmen Wankel Super Tec in Cottbus hat einen Fremdzündungsdiesel-Wankelmotor entwickelt, der im Verbrauch an hoch optimierte HKM-TDIs heranreicht. Dieser soll in Flugzeugen eingesetzt werden.
Eine Variante ist der „Wankel-Fremdzündungsdiesel“, ein Vielstoffmotor, der mit Fremdzündung für den Antrieb von sogenannten Drohnen arbeitet. Zwar wird hier Diesel als Kraftstoff eingespritzt, jedoch kommt die dieseltypische Selbstzündung nicht zum Einsatz. Das englische Unternehmen UAV EL ist zurzeit der Weltmarktführer bei Drohnen-Wankelmotoren.
Durch die räumliche Trennung von Ansaug- und Verbrennungsraum ist der Wankelmotor besonders geeignet zur Verbrennung von Wasserstoff (Wasserstoffbetrieb) und ähnlich leichtentzündlichen Brennstoffen (Erdgas, Autogas usw.), da sich das Gasgemisch nicht vorzeitig an heißen Bauteilen (wie etwa an Auslassventilen und der Brennraumoberfläche) entzünden kann. Es liegt eine räumliche Trennung von Verdichtungs- und Verbrennungsraum vor, was gegenüber dem Viertakt-Hubkolbenmotor die Klopffestigkeit steigert. Mazda erprobt aktuell im RX-8 HRE und Mazda 5 HRE den Betrieb mit Wasserstoff. Hier kommt dem Wankelmotor seine spezielle Brennraumform zugute.
Ingersoll-Rand baute zwischen 1972 und 1986 Gaswankelmotoren in Serie für Gaspumpstationen.
Norton, Suzuki und Yamaha versuchten sich an Motorrädern, Sachs baute einen modifizierten Motor in die Hercules W 2000 ein.
In den Schneemobilen des Unternehmens OMC kamen eigenentwickelte Wankelmotoren zum Einsatz, andere Schneemobilhersteller setzten F&S-Wankelmotoren ein.
Die Unternehmen Italsystem und Aixro GmbH bauten Wankelmotoren für Rennkarts und Freedom Motors für Wasser-Scooter. Die Aixro GmbH des Weiteren für Motorschirme und unbemannte Luftfahrzeuge. Fichtel & Sachs baute Wankelmotoren für Rasenmäher sowie Notstromerzeuger. 1975 wurde eine Dolmar-Kettensäge mit einem KMS 4 von Fichtel & Sachs angetrieben. Yanmar stellte die RH 350 S und RH600A Wankel Kreissäge her. Dies waren eine der ersten Kettensägen, die die bei Waldarbeiter gefürchtete und durch die Vibration der Hubkolbenmotoren verursachte Weißfingerkrankheit vermeiden konnten. In der Stihl Timbersports Series, einem Wettkampf der Forstarbeiter, kommen in der Disziplin „Hot Saw“ teilweise Wankelmotoren von der Aixro GmbH als Antrieb für schwere Motorsägen (Leistung > 44 kW) zum Einsatz.
Als Antrieb für Gurtstraffer wurden 1997 kleine druckgasbetriebene Einweg-Wankelmotoren verwendet, die VW in den Passat und Mercedes in seine S-Klasse einbaute. Der Sachs-Wankelmotor KKM 48 wurde auch in die Zwillings-Flugabwehrkanone 20 x 139 RH 202 des Herstellers Rheinmetall eingebaut, die bis 1990 bei der Luftwaffe der Bundeswehr und in anderen europäischen Staaten eingesetzt war.
Die Firma Wankel SuperTec GmbH entwickelte für den Volocopter-Hubschrauber der Firma e-volo GmbH einen seriellen Hybridantrieb.

## Kraftfahrzeugsteuer (in Deutschland)
Fahrzeuge mit Wankelmotoren wurden bis Erstzulassung 30. Juni 2009 nach dem zulässigen Gesamtgewicht wie Lkw besteuert, danach entsprechend dem sogenannten Hubraumäquivalent („doppeltes Nenn-Kammervolumen“), was auch in den Zulassungsbescheinigungen eingetragen ist.

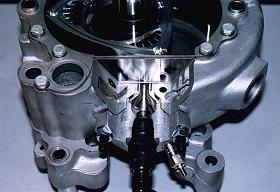
Wankelmotor für Diesel/Kerosinbetrieb: UAV UEL AR-8010 (z. B. eingesetzt von ISIS, IAI)
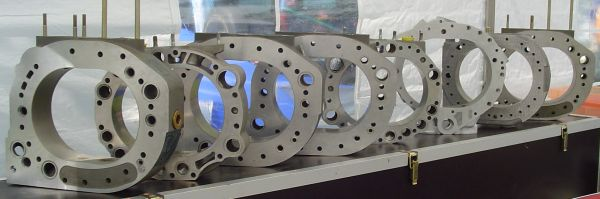
Trochoïden verschiedener Motoren von mehreren Herstellern im Vergleich
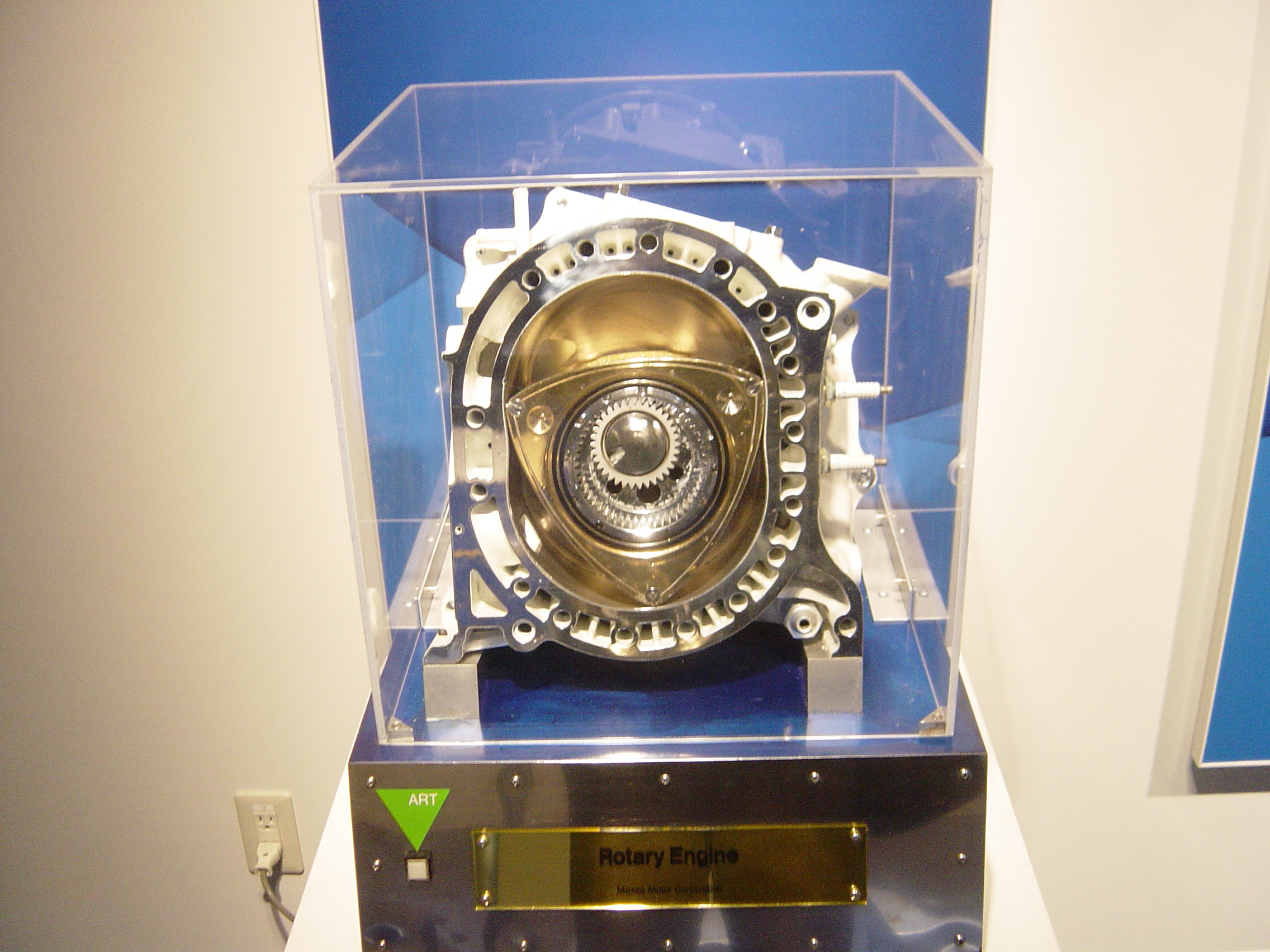
Mazda-Wankelmotor mit axialer Kühlwasserführung
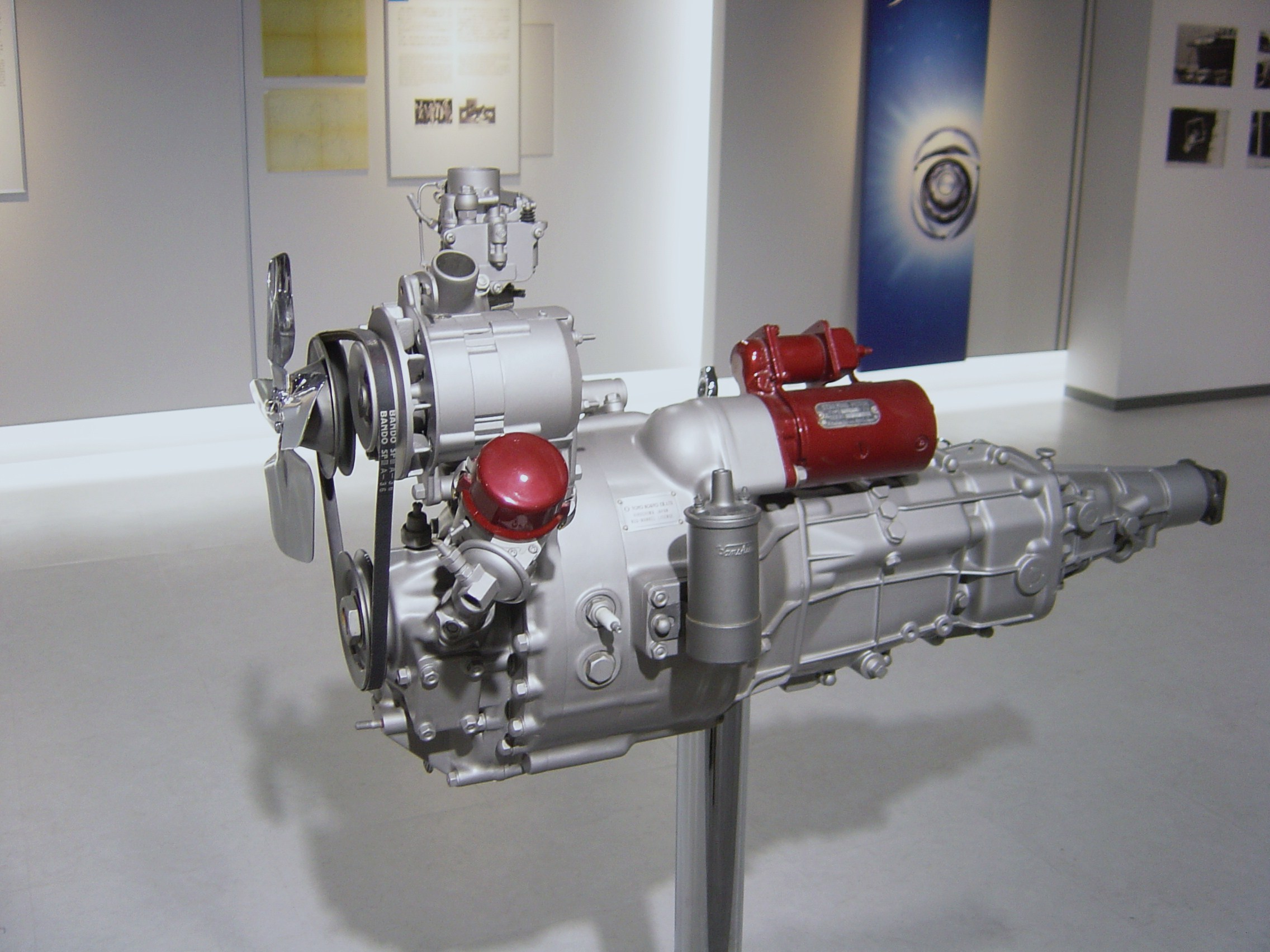
Erster Versuchs-Wankelmotor von Mazda
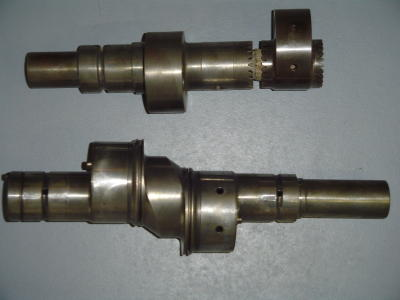
Zwei Arten Exzenterwellen: Die obere geteilt für einen Dreischeibenmotor NSU 619, die untere Exzenterwelle gehört zu einem NSU-Ro-80-Motor
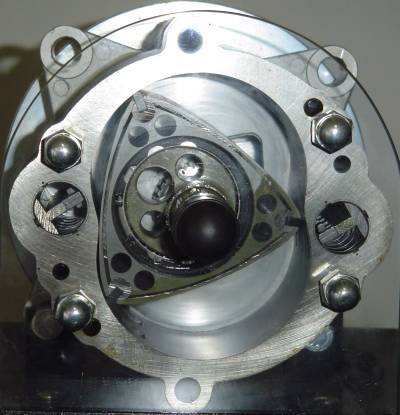
Dichtsystem: Dichtleisten an einem Klimakompressor
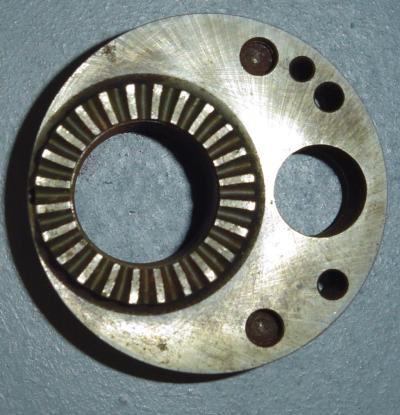
Exzenter einer Exzenterwelle für einen NSU-KKM619-Dreischeibenmotor
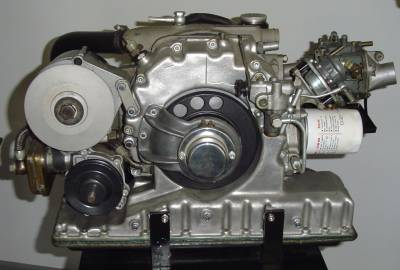
Motor des NSU Wankel Spider
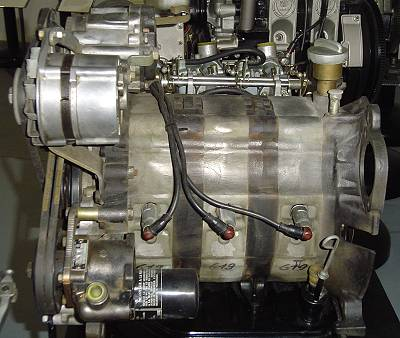
Dreischeiben-Wankelmotor, Wankel NSU 619
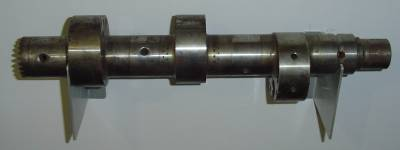
Exzenterwelle für einen Wankel NSU 619

## Sonstiges
- Die Briefmarke 50 Jahre Wankelmotor im Wert von 145 Cent wurde am 2. Januar 2007 durch die Deutsche Post ausgegeben
- Das Museum Autovision in Altlußheim zeigt die weltweit erste ständige Wankelmotor-Ausstellung
- Eine der weltweit größten Sammlungen von Fahrzeugen und Geräten mit Wankelmotor besitzt Walter Frey in Gersthofen (teilweise im Mazda-Museum Augsburg ausgestellt[63]).[64]

### Animationen
- Animation und Variation einer Zykloide bzw. Trochoide, Peritrochoide
- Peritrochoide, Rollkurve des Rotationskolbens

### Weitere Informationen
- der-wankelmotor.de (Informationen über den Wankelmotor)
- MEMS Rotary Engine Power System (Webarchiv vom 6. März 2012 im Internet Archive) (englisch)